# 強襲魔女角色列表
《強襲魔女》的登場人物，大部份（有例外）都以第二次世界大戰的王牌飛行員為原型，人物資料與背景設定反應了這一點。

## 動畫版

### 聯合軍第501統合戰鬥航空團「STRIKE WITCHES」
宮藤芳佳（Miyafuji Yoshika）
聲優：福圓美里
年齡14歲（故事開始時間點（1944年）的年齡），身高150公分，生日8月18日，通稱「小不點」、「豆藤」。
隸屬扶桑皇國海軍遣歐艦隊第24航空戰隊288航空隊，軍銜為軍曹（OVA版為上等飛行兵曹，劇場版為少尉）。
飛行腳機型A6M3a零式艦上戰鬥腳22型甲，第二季第八集換為震電，第三季改用紫電改，也曾短暫使用BF109 G-6。武器為99式2號2型改13mm機關槍、M712 Schnellfeuer衝鋒手槍。使魔是豆柴「九字兼定」。穿著校園泳裝式連身衣。
戰鬥時位於前衛，與敵人近距離交鋒。
動畫版主角。具有強大潛力而被坂本美緒相中的新人，為擁有治療魔法、實戰經驗為零的鄉下小女孩。個性開朗，富有親和力，與誰都能迅速成為朋友。凡事積極奮力，相信只要努力就能解決一切困難。直線性的思考常常會因此忽略周遭事物，也曾因此在戰鬥中遭遇危險。在醒悟自己擁有強大魔力後，希望以這份力量拯救更多的人們。
擅長料理（只限於日式料理），但比起味覺上的享受，更重視營養與健康方面。OVA版向全隊介紹納豆時，佩琳便曾誤會其為「腐臭料理」，動畫版中也有出現類似的一幕。相當在意自己的胸部大小，對於莉涅特和夏洛特的偉大胸圍，似乎抱持着「想揉揉看」之類不太純潔的念頭。
父親是戰鬥腳的開發者，母親與祖母皆是成年後仍保有治療能力的魔女，在家鄉經營診所。繼承這樣的純正魔女血脈，具有全員最強的魔力潛能；初次穿上戰鬥腳就能成功飛行；面對異形軍的集中攻擊，尚有餘裕展開前所未有的超巨大魔法護盾。然而正因力量過於強大，最初還無法穩定控制，但在經歷過無數歷練和戰鬥後，輸出量與穩定度都改善許多，治癒魔法的力量也大幅上升，甚至達到在同類型魔法的魔女之間被尊稱為「宮藤級別」，擁有幾乎足以起死回生的療效。
在第二季動畫版最後第12話，「馬爾斯作戰」中賭上全身魔力，使用魔刀「烈風丸」成功完成真‧烈風斬，消滅了魔改化的異形軍主巢，但也被吸光所有魔力，失去了作為魔女的根本而成為普通少女。由動畫最後宮藤在診所中醫治受傷的小鳥中看得出來，使用了一般的包紮醫療方式。
劇場版中，前往歐洲醫學院留學，卻恰逢異形軍發動全面突襲，在沒有魔力的情形下與異形軍激戰並身受重傷，但因501統合戰鬥航空團的伙伴群起呼喚而令魔力完全恢復，其魔法陣的光芒甚至越過山峰，並治癒了傷勢，其後穿上由駕駛零式水觀的坂本美緒帶來的震電，與501統合戰鬥航空團一同消滅了在場的異形軍戰艦。
第三季開始時她正在醫學院中學習，但因爲聯合軍準備發動解放卡爾斯蘭首都柏林的作戰，所以坂本美緒過來召她歸隊。
回到基地後發現魔法壓不穩定，所以明娜隊長命令她不能出擊。芳佳的少尉軍銜本來就是為她留學而給的榮譽軍銜，由於她重返了戰場，所以被降級回做軍曹，聽命於雖然缺乏實戰經驗但擁有實在的少尉軍銜的服部靜夏。
原型為日本海軍航空隊飛行員，通稱「空中的宮本武藏（空の宮本武蔵）」的武藤金義。
坂本美緒（Sakamoto Mio）
聲優：千葉紗子（第一季）→世戸沙織（第二季）
年齡19歲，身高165公分，生日8月26日，通稱「武士（サムライ）」
隸屬扶桑皇國海軍遣歐艦隊第24航空戰隊288航空隊，軍銜少校。
第一季時飛行腳機型A6M3a零式艦上戰鬥腳22型甲，第二季換為紫電改五三型，武器為99式2號2型改13mm機關槍、扶桑刀（第二季為魔刀「烈風丸」）。使魔是杜賓犬。穿著舊型藍色校園泳裝式連身衣（第二季換為白色）。
戰鬥時率領隊伍，於前衛位置展開突擊。
芳佳的長官。自1937年「扶桑海事變」以來，經歷無數戰役，戰鬥經驗豐富。在部隊裡擔任戰鬥現場的指揮官，以及鍛練芳佳等新人的教官。固有魔法是右眼的魔眼，不但能看得非常遠，還能找到異形軍弱點「核」的位置，平時避免雙視覺衝突而以眼罩遮蔽。但在第二季尾時因成年喪失全部魔力，劇場版中出場時雙眼都變成普通眼睛，也不再戴眼罩。
雖然被認為是魔鬼教官，然而實為不希望新人在前線白白送死的心意使然，實際上是一位個性豪放、溫和直率的人物。期待芳佳在將來能有一番作為，進行嚴厲而熱心的指導。隱瞞魔力即將因成年而消失的事實，只為親眼目睹芳佳的成長。遵循皇國海軍的慣例，與芳佳不以軍銜相稱，與明娜間有著超越階級與國籍的強力信賴。一喝酒就不知道停，並且會嚴重的發酒瘋，包括到處亂跑、大喊大叫，甚至強迫嘴對嘴親吻明娜（漫畫版1937扶桑海事變篇當中也出現類似的一幕）。
認識戰鬥腳的開發者，亦即芳佳的父親宮藤一郎博士。同時也是航空用戰鬥腳初次成功飛行的測試員。在小說版《索穆斯沒人要中隊》魯德爾的回憶中曾提及她在少尉時期的表現。
第一季結束後回到扶桑擔任海軍教練所的教官，其豪邁與魔鬼教育方式非常受到學員們敬畏。當異形軍再度侵略時又再次申請回到前線。第二季時已無法展開魔法護盾，飛行腳更換為｢紫電改五三型｣，並使用以自身魔力打造，能夠切裂光束、有如替代護盾的扶桑魔刀｢烈風丸｣作戰。平日時都在努力鍛鍊希望能趕在魔力消失前練成失傳的奧義一刀「真‧烈風斬」，但可惜在一步之差時仍因魔力衰退而失敗。「馬爾斯作戰」中，因異形軍化的大和號臨陣失效而孤身衝入艦橋、強行催動魔力發射主砲，但隨即在異形軍主巢重新建構中遭到同化，成為異形軍使用魔法護盾的動力。在宮藤芳佳以「真‧烈風斬」消滅主巢後安然生還。於劇場版中出場則是駕駛零式水上觀測機。
在第三季中，坂本完全失去了魔力變成了普通人，所以她只擔當501部隊與聯軍司令部的連絡官。
在DVD附贈的訪談單元裡，提到自己非常不擅長烹飪，只有飯糰的味道勉強及格，卻怎麼樣也捏不出完美的三角形。
原型為日本海軍航空隊飛行員，通稱「天空的武士（大空のサムライ）」的坂井三郎。
明娜·迪特琳德·威爾克（Minna-Dietlinde Wilcke）
聲優：田中理惠
年齡18歲，身高165公分，生日3月11日，通稱「黑桃Ａ」「女公爵（Fürstin）」。
隸屬卡爾斯蘭空軍JG3航空團司令，軍銜中校。
第一季時飛行腳機型Bf109G-2，第二季升級為Bf-109K2，武器為MG42重機槍。使魔是灰狼。穿著紺色低腰褲（二期換為紅黑色）。
戰鬥時位於最前方，隨時對全員下達指示。
「STRIKE WITCHES」隊長。深受全體隊員的信賴，有如大姐姐一樣的存在。隨時隨地保持冷靜，提出最適當的處理方針。為了保護部下，面對政壇人物或長官亦不畏於提出異議。戰鬥能力優秀，具有擊墜敵機200架以上的戰績。固有魔法是掌握立體空間中任何事物的精確狀態，聽覺靈敏、能察覺遠處的聲響和氣息。此外，與美緒雙手交握、結合發揮各自的固有魔法時，甚至能透析巨大物體的內部構造。
氣質優雅，穿著得體，身材也非常完美。總是笑臉迎人，然而真正生起氣來非常可怕，即使佩琳和佛蘭切斯卡也敬畏三分。樣樣精通的她，尤其擅長於歌唱。但是對於味覺似乎擁有很強的忽視力（坂本給喝的魚肝油和畢曉普泡的薑茶，在眾人全數反胃的情況下都能輕鬆喝完並且要求續杯）
對於職位上升後，文書工作隨之增加而感到些許困擾。
原型為德國空軍飛行員，通稱「公爵（Fürst）」的沃爾夫-迪特里希·威爾克（Wolf-Dietrich Wilcke）。
莉涅特·畢曉普（Lynette Bishop）
聲優：名塚佳織
年齡15歲，身高156公分，生日6月11日，通稱「莉涅」。
隸屬不列顛尼亞空軍610戰鬥機中隊，軍銜軍曹（第一季）→曹長（第二季）。
第一季時飛行腳機型Spitfire MK. IX，第二季升級為噴火式MK22，武器為Boys Mk-I反坦克戰防槍、Bren Mk-I班用機槍。使魔是蘇格蘭摺耳貓。穿著白色低腰褲。
戰鬥時擔任遠距離精準打擊。
與芳佳同時期入隊的新人。生長在擁有八位姊妹的大家族，身為最中間的孩子，為人相當體貼，擅長料理、裁縫、編織等家事。維持和緩步調，隨時為同伴們付出關懷。可惜生性迷糊，很容易弄巧成拙。
長距離射擊的成績相當優秀，魔法提升視力後，可以在無狙擊鏡的情況下，命中一公里外的標靶，名符其實的狙擊手角色。固有魔法是在子彈上注入魔力，大幅提升威力、貫穿力以及有效射程。入隊的心願是守護祖國不列顛尼亞，卻因這樣的使命感而備受壓力，實戰表現往往不如訓練時理想。最初對才能優秀的芳佳保持距離，兩人在訓練與戰鬥過程中逐漸瞭解彼此，因而成為摰友。
胸部僅次於夏洛特，是聯合團中第二大，但本人倒是相當不願提及此類話題，對外宣稱的胸圍尺寸也明顯小於實際值。
角色原型仍有許多爭議。雖然與長姊威瑪·畢曉普一同被認為和第一次世界大戰的王牌飛行員比利·畢曉普（Billy Bishop）有關，然而官方並未對此提出明確說明。
佩琳·克洛斯特曼（Perrine-H. Clostermann）
聲優：澤城美雪
年齡15歲，身高152公分，生日2月28日。通稱「克洛斯特」「Bleu Premier」。
隸屬自由高盧空軍第602飛行隊，軍銜中尉。
第一季時飛行腳機型Arsenal VG39，第二季升級為VG39.Bis，武器為西洋劍、Bren Mk-I班用機槍。使魔是沙特尔猫。穿著黑色褲襪。
戰鬥時擔任最前線的近距離突擊。
高盧貴族出身，對自己的能力具有絕對的自信，自尊心亦高人一等，會挖苦能力在自己之下的人們。另一方面，由於故鄉遭受異形軍佔領，而自己努力解放故國的心又不願意和大家明講，因而其實非常寂寞，在特定人士面前會展現出與平常完全不同的意外一面，有傲嬌的隱藏屬性。解放高盧後，積極投入戰後重建工作，並將自己的軍餉和積蓄全部都捐給了高盧復興團隊，甚至不惜賣掉諸多祖傳的貴重寶物。
極其崇拜坂本美緒，有種接近盲目的憧憬，甚至因此將剛入隊但與美緒交好的芳佳視為敵人，諷稱她為「豆貍」。在共同經歷數次戰鬥後，才逐漸承認芳佳的實力，並最後與芳佳、莉涅特一同成為摯友和默契十足的三人小組。
金髮自然捲髮，戴著眼鏡。似乎相當在意自己的小胸圍。
戰鬥方式中規中矩，不會恣意行動、無視團隊。固有魔法是雷擊，可以同時間擊落一定範圍內的所有目標。若將雷電集中於掌心再釋放，其威力甚至能洞穿坦克裝甲和航空母艦的鋼板，副作用則是髮型會因靜電而變得亂七八糟，因此並不愛使用。使出這招時她總會高喊「Tonnerre！」，也就是高盧語裡的「雷鳴」，根據本人的說法，這麼做就像英雄施展必殺技時、會喊出招式名稱的意思一樣。
原型為自由法國空軍飛行員皮埃爾·克洛斯特曼（Pierre Clostermann）。
艾莉卡·哈特曼（Erica Hartmann）
聲優：野川櫻
年齡16歲，身高154公分，生日4月19日，通稱「Frau」「黑色惡魔」。
隸屬卡爾斯蘭空軍JG52，軍銜中尉。
第一季時飛行腳機型Bf109G-6，第二季升級為Bf-109K4，武器為MG42重機槍、MP40衝鋒槍。使魔是臘腸犬。穿著淺綠低腰褲。
戰鬥時採用一擊離脫戰法。
擊墜數超過200的超級王牌。打扮中性，具有與稚齡外表不符的長年戰鬥經驗，戰鬥技能無可挑剔，是團中數一數二的戰鬥要員。
不過分相信自己的能力，面臨再大的危機，也能找出保全所有人的方法並且加以實行，至今不曾讓僚機遭敵方擊墜。具有超人般戰鬥才能的她，日常生活卻是意外的邋遢，貪吃貪睡、時常毫無幹勁，而且幾乎不曾打掃自己的房間，雜物因此堆積如山，甚至連勳章都會隨意亂扔。第二季時為此逼得同房且重視整齊和紀律的巴克霍隆必須使用柵欄將她和自己的生活區域分隔出來（齊格菲防線）。
本質上是個性開朗、人見人愛的孩子，不常開口也能成為同伴的中心人物。胸部大小只贏過最年幼的佛蘭切斯卡，不過本人似乎不怎麼在意，聲稱此為「自然體」。
固有魔法是控制大氣（以及以太），在身體周圍產生強力氣流。平常用以增強空戰機動性，提高風速則形成「帶有衝擊波的龍捲風」，干擾或消滅行進路徑上的所有敵人，劇場版中則藉由近距離把風打進異形軍體內直接破壞。另外，一般大自然的強風並不會對異形軍造成影響。
原型為德國空軍飛行員，通稱「黑色惡魔」的埃里希·哈特曼。
歌爾特露特·巴克霍隆（Gertrud Barkhorn）
聲優：園崎未惠
年齡18歲，身高162公分，生日3月20日，通稱「特露德（Trude）」。
隸屬卡爾斯蘭空軍JG52第2飛行隊司令，軍銜上尉。
第一季時飛行腳機型Fw190D-6 Prototype，第二季升級為FW-190D9，武器為MG42、MG131、MG151/20重機槍等。使魔是短毛指示犬。穿著水藍色低腰褲。
戰鬥時負責中、遠距離的重火力支援。
明娜的輔佐官，默默努力支持部隊的存在與運作。現實主義者，非常重視紀律，不論對自己或他人都要求甚高的正經班長型人物。作戰風格毫無花巧，確實地以最小損害達到最大戰果，具有敵機擊墜數250的記錄。艾莉卡的多年戰友，性格如同正反面的兩人雖然時常產生摩擦，但也時常一同行動與戰鬥，擁有極高的默契度。
力氣驚人且耐力十足，能靈活使用沉重而威力強大的武器，常同時持著兩把重機槍進行兇猛的火力掃射。固有魔法是增幅後的可怕怪力，能利用槍托敲碎異形軍的外殼、一拳打碎巨石，甚至能拔起深入地底的巨大鋼筋。
平常總是一副嚴肅的撲克臉，其實有著容易害羞的一面，十分疼愛妹妹克莉絲，甚至在看到與妹妹外貌相似的芳佳時，產生了移情作用而心神大亂，因此被團員戲稱為大姊姊。將無法守住祖國與妹妹的悔恨，化為戰鬥的原動力而奮不顧身，但往往也讓自己曝露於危險之中。將全部的軍餉都拿去當作妹妹克莉絲的醫療費。
在第三季501統合戰鬥航空團重組後，因爲本來身爲戰鬥隊長的坂本美緒失去了魔力而不能上前綫戰鬥，所以明娜委任她為戰鬥隊長。有一次她與哈特曼進行巡邏任務中，被一個機動力極强的異形襲擊，哈特曼被擊落但巴克霍隆回到基地，明娜爲了避免傷亡而遲遲不發動搜救行動，因此巴克霍隆爲了抗衡這個異形，開始絕食並不斷做運動以令身體減重，還委托夏莉將她的Fw-190飛行脚進行輕量化改造，令她成功把哈特曼救出。
原型為德國空軍飛行員格爾哈德·巴克霍隆。
佛蘭切斯卡·魯基尼（Francesca Lucchini）
聲優：齋藤千和
年齡12歲，身高148公分，生日12月24日，通稱「佛蘭卡」「幼貓（Gattino）」。
隸屬羅馬涅公國空軍第4航空團，軍銜少尉。
第一季飛行腳機型G.55 Centauro（Fiat G.55）第二季升級為G.55S，武器為Browning M1919 A6機關槍、Breda-SAFAT 12.7mm機關槍、Beretta M1938A衝鋒槍。使魔是黑豹。穿著藍色條紋低腰褲。
戰鬥時擔任遠距離攻擊。
部隊中最年輕的隊員。天才般的戰鬥才能，射擊成績根據本人所言「十發十中」。平時與同齡小孩無異，毫無心機又容易相處，被其他隊員視為妹妹般疼愛。是個美食家，喜歡睡午覺而在基地各處設置「秘密基地」，其中還有設在工作間裡的鋼質橫樑上，就算在夏莉測試引擎的震耳欲聾中仍可安然入睡，自稱「習慣了」。訓練及整備時經常偷懶，協調性為零。然而小說版《乙女之卷》中提到，在年紀更小的孩子面前，將變成稱職的大姐姐，有著相當會照顧人的一面。與同為樂天派的夏洛特意氣相投，與芳佳的交情不錯，常常捉弄佩琳。
固有魔法是將光能及熱能集中於一點並一口氣釋放，造成嚴重破壞的攻擊魔法。不但非常消耗魔力，還只能在極近距離下作用，通常需要配合夏洛特的加速魔法，例如用力將她扔擲出去，化為「光熱的砲彈」。對巨大的敵人能造成可觀破壞，而飛越路徑上產生的震波與強風也能使小型異形軍失去平衡。
OVA中，與宮藤、莉涅特一樣是新人，接受坂本的魔鬼訓練。
第二季與夏洛特原本隸屬於阿非利加統合戰鬥航空團，獲知由高盧發出作戰失敗通知隨即跳上飛行腳返回羅馬涅公國，由於臨時出發而陷入斷糧的窘境，不過正因如此，在扶桑運輸機遇襲時是第一個到達現場的團員。在外出採買糧食物品時巧遇羅馬涅公國的瑪莉公主，誤認為遭綁架而出手擊倒保鑣，並帶她遊歷羅馬涅體驗平民生活並使她了解身為皇室成員的責任，瑪莉公主隨後空投大批的食物資源作為答謝。
原型為義大利空軍飛行員佛朗哥·魯基尼（Franco Lucchini）。
夏洛特·E·葉格（Charlotte E Yeager）
聲優：小清水亞美
年齡16歲，身高167公分、生日2月13日，通稱「迷人的夏莉（Glamorous Shirley）」。
隸屬利比里昂陸軍第363戰鬥飛行隊，軍銜中尉，第二季升為大尉。
飛行腳機型P-51D野馬式，在第三季裏改為P-51H型，武器為BAR M1918、Thompson M1A1衝鋒槍、Colt Government 1911A1手槍，使魔是兔子。穿著淡紫色低腰褲。
部隊中身材最豐滿偉岸的女隊員，身高5英呎5又7/8英吋，胸圍37又1/8英吋，腰圍24又1/8英吋，臀圍34英吋，體重116磅。
戰鬥採極接近戰。結果決定一切的能力主義者，但是對於週遭氣氛的變化相當敏感；不拘小節、寬宏大量。個性上是一根腸子通到底，遇到挑戰則會積極面對。喜歡乾淨，相當中意基地從扶桑皇國引進的澡堂。討厭像章魚之類「軟軟黏黏、蠕動」的食材做成的料理。
機械造詣深厚，會在房間裡整修摩托車，並且不時改裝和測試自己的飛行腳。魔導引擎摩托車的速度記錄保持人。入隊後則為了追擊速度型的異形軍，致力於提升飛行腳的最大速度，本來遇到瓶頸，但因為魯基妮對引擎胡搞瞎搞而終於實現了飛行腳超音速飛行。固有魔法是加速，可以快速橫越長距離，也負責協助佛蘭切斯卡發揮魔法能力。
第二季與魯基尼原本隸屬於阿非利加統合戰鬥航空團，獲知由高盧發出作戰失敗通知與魯基尼一同返回羅馬涅公國，由於臨時出發而陷入斷糧的窘境，不過正因如此，在扶桑運輸機遇襲時是第一個到達現場的團員。
第三季中她在報紙文章裏發現自己創下的速度記錄被別人打破，所以她將當時創記錄的摩托車「兔子號」送來基地中進行改造，務求達到每小時200英里的速度，可是魯基尼擅自幫她改造而吵架，不過很快與她和好。在基地遭受異形侵襲時，夏莉爲了營救陷入險境的魯基尼，駕駛「兔子號」衝出跑道接住她，但是「兔子號」被異形的炮火擊中而毀滅，雖然「兔子號」被毀，但她為魯基尼平安沒事而感到無憾。不過，沉在水底的「兔子號」殘骸中的速度表上的數值顯示每小時200英里。
原型為史上初次達成超音速水平飛行的美國陸軍航空團飛行員查克·葉格。
桑妮亞·V·利特維亞克（Sanya V. Litvyak）
聲優：門脇舞以
全名「亞歷桑德拉·薇拉迪米洛瓦·利特維亞克」，不過因為名字太長而希望大家叫她桑妮亞就好，自我介紹時也很少說出全名。
年齡14歲，身高152公分，生日8月18日，通稱「百合」。
隸屬歐拉西亞帝國陸軍586戰鬥機聯隊，軍銜中尉。
第一季飛行腳機型Mig60，第二季換為MIGi225，武器為Fliegerhummer火箭發射器，武器原型为Fliegerfaust对空火箭筒，使魔是黑猫。穿著黑色褲襪。
戰鬥採取一擊離脫戰法。
纖細一如幻影般的少女。夜行性，存在感薄弱，負責要求無聲無息的夜間任務。同時因為總是獨自一人執行任務，因此佩戴的是即使單人也能夠發揮強大火力的火箭發射器，攻擊力在團中是最強的。固有魔法是雷達，可以偵測地平線上的任何飛行物體，集中心神還能收聽遠方的廣播電波、甚至異形軍的『聲音』。
與其他隊員的活動時間正好錯開，日間和隊員在一起也總是處於半睡半醒的迷糊狀態，甚少交流機會。性格較內向，不擅長與人溝通，也曾煩惱該如何與同伴增進情感，但實際上是個相當果敢決斷且意志堅定的人；隊員中最親近艾拉，夜間任務完成後，常在半夢半醒間走錯至艾拉的房間倒頭大睡。因為喜歡音樂而被父親送至維也納的音樂學校，擅長歌唱與鋼琴。因異形軍侵略後與家人分離兩地，在解放高盧後曾與艾拉結伴尋找家人。
劇場版時與艾拉一起至502團做短期拜訪，並在西行途中巧遇大和號。
原型為蘇聯空軍女性飛行員，德軍稱為「史達林格勒的白薔薇」的莉迪亞·弗拉基米羅夫娜·利特維亞克（Литвяк, Лидия Владимировна，Lydia Litvyak）（飛機上畫有象徵物白百合，被德軍誤認為薔薇）。
艾拉·伊爾瑪塔·尤蒂萊南（Eila Ilmatar Juutilainen）
聲優：大橋歩夕（第一期以「仲井繪里香」的名義出演）
年齡15歲，身高160公分，生日2月21日。通稱「Illu」「方塊Ａ」。
隸屬索穆斯空軍飛行第24戰隊，軍銜少尉（第一季）→中尉（第二季），OVA版為准尉。
第一季飛行腳機型Bf109G-2，第二季升級為Bf-109K4，武器為索米M1931衝鋒鎗、MG42機關槍，使魔是黑狐。穿著白色褲襪。
戰鬥時，是近、中、遠距離皆擅長的全面型。
北歐索穆斯的頂級王牌。令人摸不透的不可思議少女。興趣是占卜，常以塔羅牌推算部隊及隊友的運勢，然而實際結果往往與占卜相反。喜歡惡作劇，但其實非常重視同伴，偶爾展現溫柔的一面。常以客觀的全局角度冷靜分析，並且擔當吐嘈役。
劇場版時與桑妮亞一起至502團做短期拜訪，並在西行途中巧遇大和號。
百合傾向的描寫相當多。對於夏洛特和莉涅特的偉大胸圍，具有「想揉揉看」這類性騷擾般的想法，也曾公開表示「希望受到女孩子歡迎」（此為下述占卜單元裡的發言），對桑妮亞抱持超越性別的強烈情感，總是很細心地呵護她，不過反而因為太過重視、遲遲難以表達自己的感情。
與小說版的艾爾瑪·雷沃南是索穆斯時代的前後輩關係，也知道沒人要中隊的事。此外與插畫專欄版的妮卡·艾德沃汀·卡塔雅南是索穆斯空軍第24戰隊時代的戰友。
固有魔法是預知能力，雖然「只能看到前面一點」，但配合卓越的身手與判斷能力，任何情況下都绝對不會被擊中，所以她從來都不使用魔法護盾（但就在第二季中為保護桑妮亞而使用了）。與同國的武器大師魔女漢娜‧溫德共享有「射擊之漢娜，迴避之艾拉」的名聲。
動畫版官方網站有個名為的占卜單元，在這單元裡出現的塔羅牌圖樣，與動畫版相同，皆出自漫畫家野上武志之手。
似乎喜歡吃鹹味甘草糖，而501航空團的其他人則似乎對鹹味甘草糖敬謝不敏。
在島田文金的推特中，艾拉為新人進行訓練時會爲隊友打開護盾，後輩們對此感到驚訝。
有一名在巴巴羅薩行動中以卡爾斯蘭援軍活躍的姊姊，不過她主要的任務是回收總是摔機的妮卡。
原型為芬蘭空軍飛行員，通稱「無傷擊墜王」的埃伊诺·伊尔马里·尤蒂莱宁（Ilmari Juutilainen）。
服部靜夏
聲優：內田彩
劇場版新登場人物，扶桑皇國海軍兵學校飛行學生，軍銜軍曹
愛媛縣出身,但因家裡的關係而移居橫須賀。
因發現其身為魔女的力量,而志願成為飛行預科生,以優秀的成績學習著,並藉此推薦進入兵學校接受軍官訓練。
使魔為四國犬
祖父三代都是軍人。以身為軍人為榮耀，眼界止於軍隊，離開軍隊啥也不會的典型武士，視解放威西尼亞的宮藤芳佳為英雌而立志學習。未有過實戰交戰的經驗。當芳佳出現與期待完全不符合的行為，本能以軍人重視規律而逃避。之後在見識到不守軍紀不聽號令根本不像軍人的芳佳的行動後，並且重傷而自責不已。由於電波妨礙丟棄所有武裝拼命往局地戰機紫電所能達到1萬2的高處飛升，終將芳佳遭創的訊息傳達出去，將原501統合戰鬥航空團全員吸引前來，使得宮藤芳佳魔力再復甦而能再度與同伴一起飛舞於空中。
在第三季時，服部靜夏正式加入501統合戰鬥航空團，以替補失去魔力的坂本美緒的戰鬥人員之空缺。
飛行腳為三菱重工業 零戰11型（A6M1）、川西航空機公司〔新明和工業〕 紫電21型（N1K2-J）
原型為日本海軍飛行員羽藤一志(1922-1942)（擊墜數19）

### 聯合軍第502統合戰鬥航空團「BRAVE WITCHES」
亞歷珊朵拉‧I‧波克爾什金（Aleksandra I Pokryshkin）
聲優 : 原由實
隸屬第16親衛戰鬥機連隊長，後來轉入第502統合戰鬥航空團（戰鬥隊長）。軍銜上尉。
年齢16歳（1944年末），生日3月6日。
飛行腳機型Mig60、P-39、La-7等。武器為DP28輕機關槍、PTRS1941反裝甲狙擊槍。使魔是北極熊。固有魔法是影像記憶能力。
有一位機械技師的父親,年幼時可以經常接觸到機械,整備技術一流。
除了個人戰績之外，在歐拉西亞、卡爾斯蘭撤退戰中習得的戰術，以體系化的教科書形式呈現，在戰鬥教官獲得高評價，並積極常與其他部隊作情報交流。
第502統合戰鬥航空團主要任務是奪回卡爾斯蘭外，也在歐洲激戰區擔任主攻部隊。所屬魔女的戰鬥精神旺盛，飛行腳消耗率非常高。裝備尚未齊全，在歐拉西亞撤退戰中使用利比里昂供應的飛行腳戰鬥的她們來說，最頭痛的就是每次出擊都會有人的飛行腳完全損壞。
在歐洲南部戰線相當活躍,當時使用棕色的MIG60飛行腳。1945年現在正使用著MiGi-225的原型3號機。固有魔法的影像記憶能力能在瀏覽任何事物之後，不論何時何地都能準確的回想起來，因此對來自各國的飛行腳機械單元都能快速學習、運用自如。
原型為蘇聯的空軍亞歷山大‧I‧波克爾什金（Покрышкин, Александр Иванович，Alexander Pokryshkin）（撃墜數為59機）。
管野直枝（Naoe Kanno）
聲優 : 村川梨衣
隸屬扶桑海軍・第343海軍航空隊。軍銜少尉→中尉。
年齢15歳（1944年末），生日9月23日。
飛行腳機型A6M3a零式艦上戰鬥腳22型甲，然後改用紫電改。武器為99式2號2型改13mm機關槍。使魔是鬥牛犬（自家的看門犬）。固有魔法是壓縮式超硬度魔法屏障。
扶桑皇國海軍王牌之一。自稱為「オレ」，勇猛果敢、莽撞奮勇的純血戰士，信奉「子彈打完就拔刀、刀斷了就用拳頭」的絕對進攻理論，就連防禦性的固有魔法卻經常反而是被她壓縮在拳頭前方作為如同拳套一般功用。在訓練生的時代經常違抗教官，而且多次將飛行腳弄壞，嚴重程度到大家給了他「破壞者(Destroyer)」的稱號。晉升中尉並換裝紫電改後狀況有改善。特徵是右頰上貼著的繃帶。
本人認為敵機越大越有擊落的價值，所以喜歡大目標，擅長從目標上方急速俯衝，並在交錯時擊墜敵機（俯衝轟炸戰術）。父母管教十分嚴格，小時候是喜歡讀書的文靜少女。長大後會變成如此的狂戰士，該說是一種長期壓抑後一口氣爆發的結果。
原型是日本海軍的菅野直（撃墜數72機）。
妮卡·愛德華汀·卡塔雅南（Nikka Edvardine Katajainen）
聲優 : 高森奈津美
隸屬索穆斯空軍第24戰鬥機隊第三中隊，軍銜曹長。
年齢15歳（1945年），身高160公分，生日5月31日。
飛行腳機型Bf109G-6（專欄資料是Me109G-6），使魔是雪貂。綽號「妮帕」。
索穆斯空軍的魔女，與動畫版的艾拉是戰友，因為事蹟和戰鬥力差距而很崇拜艾拉。除了時常被異形軍擊墜，更多時候是因為意外而墜機，卻總是能在使魔的魔力續命下奇蹟般生還，如此的不幸體質而享有「不幸的卡塔雅南」這毀譽參半的稱號，為此還被戲稱應該隨身帶著滑雪板好在墜毀後比較快回到基地。損壞的飛行腳其後由她的崇拜者（男性陸軍）回收，由隊長波克爾什金修復後再度使用。
原型為芬蘭空軍通稱「不幸的卡塔雅南」的尼爾斯·愛德華·卡塔雅南（Nils Edvard Katajainen）（撃墜數35.5機）。
沃楚德·庫平斯基（Wartrud Krupinski）
聲優 : 石田嘉代
隸屬卡爾斯蘭空軍第52戰鬥航空團第6中隊，軍銜中尉（原隊時是大尉）。
年齢18歳（1944年末），身高175公分，生日11月11日。
飛行腳機型Bf109G-6。武器為MG42（動畫版為StG44突擊步槍）。使魔是威瑪獵犬。
身材高大，優美的風度，被稱為「伯爵」。與巴克霍隆、艾莉卡等人在JG52時的舊識。曾經擔任艾莉卡的長機，教她空戰技術。是個好酒好色的享樂主義者。攻擊和防禦二者選取其一的話，毫不遲疑選擇攻擊攻撃的性格，令飛行腳經常損髓，艾莉卡到任JG52當天，穿著浴火的飛行腳在她們面前緊急迫降的這段小插曲可說是相當有名。
與妮卡、直枝因破壞飛行腳而出名，因此稱為「BREAK WITCHES」。
原型為德國空軍飛行員瓦爾特·庫平斯基（撃墜數197機）。
艾荻塔·珞斯曼（Edytha Rossmann）
聲優 : 五十嵐裕美
隸屬卡爾斯蘭空軍第52戰鬥航空團第7中隊，軍銜曹長。
年齢19歳（1944年末），身高151公分，生日1月11日。
飛行腳機型Bf109G-2，武器為「飛機鐵錘」（Fliegerhammer）多管火箭炮。使魔是狐狸，但有在某些情況下出現九尾的記錄。
軍歴資深的魔女。撃墜數未滿100機,在卡爾斯蘭空軍中不引人注目的數字，但實力受諸位頂尖王牌的高評價。
幼年時生了一場大病，身體的成長較緩慢，經常實踐由細心的觀察帶來的可靠的戰術。
對人的態度良好，對教育相當上手，常從事委託新人教育，以培養了眾多的頂尖高手而著名。之後成為王牌的艾莉卡，在初次上陣的時候擔任了她的隊伍機。這時，艾莉卡把羅絲曼機誤認為異形軍，不斷地逃跑，最後魔力耗盡墜落成為首次出戰的淒慘經歷。
原型為德國空軍的埃德蒙・珞斯曼（撃墜數93機）。
昆杜菈·拉爾（Gundula Rall）
聲優 : 佐藤利奈
隸屬卡爾斯蘭空軍第52戰鬥航空団第7中隊，第502統合戰鬥航空団（502JFW）司令，軍銜上尉（後來晉升少校）。
年齢18歳（1944年末），生日3月10日。
使魔是狼。
僅次於艾莉卡、巴克霍隆為卡爾斯蘭空軍第三位（亦可說是人類中排行第三位）的偉大王牌。
偏差角射撃的名人，帶藝術性的空戰技能，卡爾斯蘭撤退戰被撃中的異形軍碎片遮蔽視線而不幸被擊中，脊柱骨折重傷。然後，因不屈的精神而治療和復原重新返回戰場，空戰時為了保護背的舊傷而穿著用魔法纖維編的束腹。戰地記者的主角回憶在醫院會面時，讀過漢娜戰鬥報告書的拉爾，以航空步兵的觀點感服於她驚人的技術，並有「射擊能力是人類聯合軍中最強」的讚賞。
與大而化之的大姐式言行相反，具有在馬爾塞尤還被視為問題兒童時, 可以早一步察覺才能的敏銳人物觀察眼光。
原型為德國空軍的京特·拉爾（撃墜數275機）。
喬潔特·萊馬爾（Georgette Lemare）
聲優 : 照井春佳
年齢17歳（1945年），身高158公分，生日11月16日。
隸屬高盧空軍GCI/4第一飛行隊，第502統合戰鬥航空團（502JFW）。軍銜少尉。
飛行腳機型VG.33、VG.39，武器為mle1924/29輕機關槍、布倫輕機槍Mk.III、動畫版則用DP28輕機關槍。使魔是波斯猫。
父母經營一個小旅館在高盧。魔女力量發現很早，就以高盧撤退戰作為軍曹而經驗了初次實戰之後，撤退至西非的達喀爾軍港,護衛高盧海軍。之後在高盧的期間，處於亂立臨時政府的政治，隸屬非洲的「高盧空軍」。
1943年與自由高盧空軍合流，歐拉西亞接受了支援的高盧人參加部隊「諾曼第」，而擔任少尉。擅長頑強防御的戰鬥方式，亦有治癒魔法 ,被招聘到502部隊。
在幼年時幫忙在家裡的二作,擅長整理床鋪和打掃等的工作。有隨波逐流的性格，順從強大的領導者，是個常識人，有很多奇怪的人在502部隊裹，在理論上承擔辛苦是很多。
固有魔法為應急程度的治癒魔法，只可以用很短時間，過度使用會有體溫上升的副作用。
原型為法國空軍的喬治・萊馬爾（撃墜數13機）。
下原定子（Sadako Simohara）
聲優 : 水谷麻鈴
17歳（1944年末）。
隸屬扶桑皇国海軍。軍銜少尉。
使魔是扶桑兔。固有魔法是遠距離和夜間視力的複合魔法視力。
飛行腳機型為紫電二一型。武器為99式2號2型改13mm機關槍。
出生在扶桑学者一家。
訓練生時代成績維持中上，沒發生過什麼大事。
重視扶桑文化，把正座文化帶入502裹，本來是為了精神修養而用的，卻變成為隊中有名的懲罰手段。
擅長扶桑料理，與同部隊中大家出名難相處的管野，也能很輕鬆相處。
雖然表面上是個正常人，但事實上她是個見到可愛的東西或人都會瘋狂地去擁抱的擁抱狂魔。
原型為大日本帝國海軍航空隊的上原定夫（撃墜數13機）。
雁淵光（Hikari Karibuchi）
聲優 : 加隈亞衣
14歳（1944年末）。
隸屬扶桑皇国海軍。軍銜軍曹。
使魔是扶桑倉鼠。
飛行腳機型為試製紫電四二型，命名「千鳥」，為繼承自她姊姊孝美的機體。武器為99式2號2型改13mm機關槍。
固有魔法是「接觸魔眼」。需要靠身體接觸到異形後才能夠看到異形的核心的位置，可是拉爾隊長和珞斯曼老師認為這能力太危險並禁止使用。
佐世保出生，為海軍有名的航空魔女雁淵孝美的妹妹。
姊姊在遠征歐洲期間，她在佐世保的魔女養成學校中接受訓練，但成績總是吊車尾。先天魔力資質不足，優點就只有強健的體魄和堅毅不屈的意志，持著事未成誓不罷休的固執性格，口頭禪為「未做過怎會知道？」。
在派遣歐洲人員的選拔賽中雖然和對手雙雙敗陣，但軍方最後也選她去歐洲，並配屬於第507統合戰鬥航空團，而姊姊孝美就配屬於第502統合戰鬥航空團。
她和姊姊差不多到達目的地時，航母艦隊遭受到異形軍的襲擊，孝美出擊保護艦隊但受了重傷並昏迷不醒，光就代替姊姊出擊，並撐到502的魔女到達支援為止。
為不能保護姊姊而感到自責的光，決定代替她姊姊加入第502統合戰鬥航空團，並獲得拉爾隊長的批准。（事實上拉爾隊長在上層部面前瞞天過海，讓光以她姊姊的名義來加入502部隊的。）
經過珞斯曼老師給予的特訓和管野的激將法後，成功在一個星期內掌握到控制魔力的技巧並獲准投入實戰。
小光起初和管野相處得不太好，不過後來獲得管野的認同和重視，還成為「破壞魔女」的第四位成員。
姊姊孝美養好傷後到502部隊報到並重聚，但被她以惡劣的態度對待，還在魔力比試中被擊敗，所以灰心喪氣地和502部隊的戰友們道別並去原配屬的第507統合戰鬥航空團。
在「芙蕾雅作戰」期間，小光正與艾拉和桑妮婭一起乘坐火車前往索穆斯的卡哈瓦基地時，因為從艾拉的通訊器中聽到作戰陷入泥沼，她恐怕她姊姊會使出絕對魔眼而跳出火車，憑一已之力跑到去戰場中。幸好她到達時見到姊姊沒大礙，然後接下千鳥機，和管野一起去擊碎格里高里的核心。雖然的管野的拳頭未足以擊碎核心，小光用庫平斯基送她的FP-45 解放者手槍以零距離集中魔力射擊而成功擊破它。
「芙蕾雅作戰」後，小光在決定繼續留在502部隊，孝美亦也同意她的決定。
原型為日本海軍飛行員鴛淵孝的妹妹鴛淵光子。
雁淵孝美（Takami Karibuchi）
聲優 : 末柄里惠
17歳（1944年末）。
隸屬扶桑皇国海軍。第22航空戰隊。第253航空隊。
使魔是丹頂鶴。
飛行腳機型為試製紫電四二型，命名「千鳥」。武器為Solothurn S-18/100 20mm反坦克步槍。
固有魔法為魔眼(有缺陷)但能大概補捉異形軍核的位置，能使用覺醒魔法「絕對魔眼」不過使用時防禦力會大伏降低，相當危險。
佐世保出生，在海軍非常有名。
曾在戰事初期的利巴烏撤退戰中為友軍殿後而受傷，左胸腋下留下了一道傷痕。
她回到去扶桑之後，軍部再次派遣她去歐洲，作為第502統合戰鬥航空團的成員在歐拉西亞作戰。
在航母艦隊前住北歐的時候遇上異形軍的襲擊，孝美帶領戰鬥機隊出擊，但因為數量上的劣勢而陷入絕境，令她決定使用禁忌的魔法「絕對魔眼」成功殲滅敵軍，但她自己受到嚴重的傷害。
航母艦隊到達目的地後，結果因為魔力消耗過度加上嚴重的傷勢，導致她昏迷不醒而不能作戰，因此她妹妹光決定代替她加入第502統合戰鬥航空團。
在《Brave Witches》動畫第九集中透露孝美她獲得宮藤芳佳的魔法治療之下終於完全康復並蘇醒，但她已經沉睡了三個月。在「芙蕾雅」行動前她到達彼得堡基地報到，知道妹妹小光為代替她而加入502部隊，想她離開該部隊而對她惡言相向，還提出魔力比試並擊敗了她，令小光灰心地前往她原配屬的第507統合戰鬥航空團。兩姊妹臨別前孝美才對小光表露真情，並認同她的成長。
「芙蕾雅作戰」時，因為「朵拉」和「古斯塔夫」兩座列車炮還被異形巨巢「格里戈里」反擊擊毀，她取出古斯塔夫列車炮的「魔法穿甲彈」，和502全隊成員們以急速降下投擲轟炸也未能成功擊破，於是她就使出禁招「絕對魔眼」，看到「格里戈里」原來核中有核，可是因為她的魔眼的視力有限而無法狙擊真正的核心。魔力耗盡的孝美，將作戰成功的願望寄托給跑到戰場上的小光。
原型為日本海軍戰鬥機飛行員鸳渊孝。

### 扶桑皇國
宮藤一郎
聲優：鄉田穗積
宮藤芳佳的父親，扶桑皇國魔導引擎的研究權威。已故。在芳佳六歲時前往不列顛尼亞研發魔導引擎與戰鬥腳，雖然成功完成人類對抗異形軍的唯一利器，卻在之後遭戰爭波及而死亡，芳佳直到十歲生日才收到他的死亡通知。
墓誌銘上刻著他總是對女兒說的「那份力量，是為了守護更多的人們」，對於魔女及芳佳而言，這句話便是她們的動力來源。
原型為日本航空機設計師堀越二郎，著名的零式艦上戰鬥機的設計師。
山川美千子
聲優：佐藤有世
芳佳的朋友，也是芳佳的表姊妹，暱稱「小美」。在與芳佳一同返家的途中遭遇爺爺的拖拉機事故，造成胸部受了重傷，在芳佳拚命治療下保住一命。
她與其他女學生，也和芳佳一樣穿著水手服及校園泳裝連身衣。在這個世界裡，這類衣著是很普通的。
第二季畢業時分，又是坐在上爺爺拖拉機上遭遇幼熊受傷，被爺爺拉扯到一旁深怕遭到母熊報復。記憶強悍，所有軍艦及魔女的資料(包含個人情報)都在她的腦海中。立志成為一名先生（教師）而與宮藤芳佳踏上不同的人生道路，而有〝不能一起走在回家路上〞而惆悵。所有人反對下唯一支持芳佳不顧坂本的命令踏上伏桑海軍緊急支援的任務。
劇場版中，出現在與芳佳一起在山中搜尋藥草而遇上第二季中被芳佳拯救的幼熊。對於獲得的勳章與少尉軍銜的芳佳口中聽到獎賞的平易口氣感到愕然。穿上橫濱師範學園的校服（疑似）向乘上天城空母將前往赫爾維希亞醫學院(原型為瑞士)留學的芳佳揮手。
宮藤清佳
聲優：天野由梨
芳佳的母親。成年後仍未喪失魔力，與芳佳的祖母一同經營診所。
秋本芳子
聲優：翠準子
芳佳的外祖母。和芳佳的母親一樣在成年後仍未失去魔力。並不意外於芳佳被「STRIKE WITCHES」相中，或許過去也曾因高等的治療魔法而從軍。
山川藤宏
聲優：城山堅
在芳佳學校的附近務農，是小美的祖父、同時是芳佳祖父的弟弟（也就是芳佳的叔公）。
土方圭助
聲優：日野聰
隸屬扶桑皇國海軍，軍銜為二等兵。在美緒觀察芳佳的時期擔任副官，負責收集芳佳的資料、駕駛車輛。
杉田淳三郎
聲優：麥人
隸屬扶桑皇國海軍。軍銜上校。
航空母艦「赤城」的艦長。指揮芳佳等人前往不列顛尼亞所搭乘的艦隊。似乎曾經耳聞宮藤博士的事蹟。
樽宮敬喜
聲優：堀之紀
隸屬扶桑皇國海軍。軍銜中校。航空母艦赤城的副艦長。
小澤治三郎
聲優：外谷勝由
隸屬扶桑皇国海軍，軍銜中将。
人類連合軍的將軍的共中一人，第31代連合艦隊司令長官。以理性而且果斷的戰鬥性格。邁爾斯作戰的策劃者之一，以不捨的心情下達以聯合艦隊象徵的大和號進行異型化特攻的判斷。
原型為二戰時日本海軍末代聯合艦隊司令長官小澤治三郎。
橋爪壽雄
聲優：里卓哉
隸屬扶桑皇国海軍横須賀航空隊，軍銜上尉。
把芳佳和美緒運送到歐州，二式大艇的機長。
大林熊二
聲優：岩崎了
隸屬扶桑皇国海軍横須賀航空隊，軍銜中尉。
把芳佳和美緒運送到歐州，二式大艇的副機長。
寺尾大洋
聲優：吉開清人
宮菱重工業的技師。
為美緒的紫電改5型作整備，同行到歐州。

### 不列顛尼亞
邱吉爾（Churchill）
聲優：渡部猛
不列顛尼亞首相。與馬洛尼一同接見明娜。對於明娜強勢的發言，表示「只要能拿出實績就無所謂」，全權交由明娜處理，可以看出為人心胸寬大。此外，在異形軍襲擊倫敦時，避難行動以人民為最優先，同時為了不帶給人民不安，留守城市坐鎮指揮、身處瓦礫堆中亦面不改色，顯現了戰時為政者所應具有的膽識。原型為第二次大戰時的英國首相溫斯頓·邱吉爾。
崔佛·馬洛尼（Trafford Mallory）
聲優：秋元羊介
隸屬不列顛尼亞空軍，軍銜上將。
「STRIKE WITCHES」的長官。與前任長官、同時也是部隊創立者的道丁上將不同，不滿於魔女的存在，不信任她們的力量足以作為戰力。在與邱吉爾一同接見明娜時，論及異形軍來襲間隔時間的改變，提出改變作戰方式的建議，被明娜以「無視現場的空談」駁回。
他為了要取締魔女，暗地裡利用異形軍的核心來開發名為Warlock的新兵器。後來知道了宮藤芳佳和異形軍進行接觸，恐怕計劃曝光而強行解散第501統合戰鬥航空團，佔據她們的基地來進行Warlock的試驗。但實驗途中Warlock失控暴走，計劃最終失敗，被回來基地的明娜等人拘捕。
原型為第二次大戰時的英國空軍指揮官崔佛·利-馬洛尼（Trafford Leigh-Mallory）。
巴納德‧蒙哥馬利
聲優：中田讓治
隸屬不列顛尼亞陸軍，軍銜元帥。
人類連合軍的將軍的共中一人。以激烈的性格廣為人知，但是會進行縝密的作戰準備，崇尚以壓倒性的戰力將敵軍輾過的戰法。
萊茵河空降突破作戰*9策劃者，另外邁爾斯作戰的策劃者之一。
在半官方同人誌《史芬克斯的魔女》中也有登場，他與巴頓和隆美爾在北非作戰的看法有衝突而吵架而令作戰陷入混亂，此後同意成立第31獨立飛行中隊。
原型為二戰時英國陸軍的非洲戰線指揮官伯納德·蒙哥馬利，第一代阿拉曼的蒙哥馬利子爵。

### 卡爾斯蘭
克莉絲汀·巴克霍隆（Christiane Barkhorn）
聲優：真田麻美
歌爾特露特的妹妹。異形軍來襲時不及撤離被歌爾特露特擊墜的異形軍碎片所傷，傷勢並不嚴重是因精神上的衝擊而陷入重度昏睡狀態。歌爾特露特將全部的薪餉都用於她的治療費用上。其後終於恢復意識，與姊姊重逢。
原型為格爾哈德·巴克霍隆之妻，克莉絲托（Christl）。
寇特·弗雷赫菲爾特（Kurt Flachfeld）
聲優：加瀨歲之
明娜過去的戀人，以音樂家為目標。異形軍侵略之際，明娜燒毀舞台服裝，放棄歌手之路、成為魔女，他也放棄音樂家的夢想加入軍隊、成為明娜飛行腳專門技師。
戰局漸趨惡化，在決定執行卡爾斯蘭、高盧、奧斯特馬克三國撤向不列顛尼亞的國民大撤退作戰「發電機作戰」之時，告訴明娜「抵達不列顛尼亞後，有東西想交給妳」，然而所屬部隊本為殿後部隊登船機會全數讓給平民與戰敗兵員，隨後全員喪生於加萊港。歷史上發電機作戰最終負責殿後的4萬名法國軍人遭到德意志佔領軍俘虜。
數年後，在加萊附近戰鬥時發現他的汽車，車內有未能交給明娜的登台正式禮服。隨後明娜穿上該服裝，為赤城艦船員歌唱「Lili Marleen」，二戰時德國廣播台常出現的歌聲及歌曲。
阿貝爾特‧凱薩琳
聲優：石塚運昇
隸屬卡爾斯蘭空軍，軍銜元帥。
擁有優雅的風貌與隨時保持微笑。雖然是空軍將軍，對於地面戰也很擅長，特別是對敵防禦戰。
邁爾斯作戰策劃者之一，並且命令如果作戰失敗將要撤出羅馬涅全土。
原型為二戰時德軍的義大利戰線指揮官阿爾貝特·凱塞林。

### 威尼西亞
安娜‧費萊拉（Anna Ferrara）
聲優：鳳芳野
居住在威尼西亞南部海岸的年老魔女，雖然年老但魔力並沒有衰退。
由於芳佳三人操縱魔力的能力退化，於是美緒便命令她們到該處向安娜學習不借助飛行腳的操縱魔力之術。
個性有些不是很好相處，又由於其訓練態度嚴苛，因此不少年輕魔女對她印象很糟。
原型為義大利一次世界大戰飛行員亞圖羅‧費萊林（Arturo Ferrarin）。
李奧納多‧羅雷丹
聲優：塾一久
隸屬威尼西亞海軍，軍銜上校。
威尼西亞海軍第一戰隊旗艦，維托利奧‧文內托號艦長。
軍人輩出的名門貴族出身，踏上海軍軍人的道路。由於艦隊遭受異型軍襲擊時，在芳佳的掩護下撤退，說出"不能將妳一個人丟在這裡"的男子漢發言。
喬凡尼‧柯拉爾多
聲優：金光宣明
隸屬威尼西亞海軍，軍銜中佐。
維托利奧‧文內托號航海長。
與李奧納多同樣都是威尼西亞貴族出身，一族中多數加入陸軍而卻進入海軍的異類。砲擊指揮能力高超，指揮艦砲射擊並且全數命中(只可惜對手皮太厚)。相對於不肯撤退的李奧納多，作出了"我們已經沒有攻擊手段"的判斷。

### 羅馬涅
瑪莉亞公主
聲優：米澤圓
羅馬涅公國第一公主還是十幾歲的少女所以尚無公務經驗。巡遊羅馬市街道、與隨扈發生爭執時，被誤以為是綁架的佛蘭切斯卡帶走。
隱瞞身份暫時以一名普通少女享受羅馬觀光，然而見到年幼的佛蘭切斯卡果敢擊退異形軍、拯救城市的模樣，再度體認到自己的貴族義務。隔天發表初次公開演說時不但表揚了佛蘭切斯卡的活躍，還贈予501基地援助物資。動畫版第二季第六話之後基地內部的調度都來自於她的支援。
原型為二戰時的義大利王女瑪莉亞·喬瑟（Marie José of Belgium）以及電影「羅馬假期」中由奧黛麗·赫本飾演的安娜公主。

### 利比利昂
傑拉德·S·巴頓（ジェラルド・S・パットン）
聲優：玄田哲章
利比利昂陸軍上將。爲人豪爽，脾氣暴躁，秉承著大膽激進的戰法。在《斯芬克斯的魔女》漫畫中的北非戰場上帶領著使用雪曼戰鬥脚的“巴頓少女”部隊作戰。最後遇上交通意外受了重傷，但不像史實這樣死亡，而是生還並住院養傷。在該漫畫中，巴頓毫不掩飾地表達出他對卡爾斯蘭的虎式戰鬥脚的敬愛崇拜之情。
在動畫第三季Road to Berlin中登場，他成爲柏林奪回作戰的總指揮，乘坐P-1000老鼠陸上巡洋艦戰鬥。
現實原型為美國陸軍上將喬治·S·巴頓。

## 小說版

### 索穆斯義勇獨立飛行中隊
穴拭智子
聲優：下地紫野
年齡16歲（故事開始時間點（1939年）的年齡），身高160公分。
隸屬扶桑皇國陸軍明野飛行學校實驗中隊，軍銜少尉，第二集晉升中尉。
飛行腳機型Ki-27九七式戰鬥腳，第二集之後為Ki-44二式戰鬥腳「鍾馗」Prototype。武器為89式7.7mm固定機關槍、Ho-103 12.7mm機關砲、愛刀「備前長船（びぜんおさふね）」。使魔是狐狸「金平」。通稱「白色電光的穴拭」「扶桑海的巴御前」。
活躍於扶桑海事變的王牌。擅長刀劍近身戰，演出自身經歷事變始末的電影《扶桑海的閃光》，以必殺技「燕返」活躍於大螢幕前、一躍成為國民偶像。武子擔心她太過在意個人戰績而深入險境，因此要求遴選委員會將智子從派遣卡爾斯蘭名單中移除，送到北歐索穆斯的邊境。即使想有一番作為，也因為其他隊員的懶散毫無幹勁而感到絕望。經過了一連串事件，逐漸察覺同伴的重要性。第二集接受中隊隊長一職，指揮率領義勇獨立飛行中隊。
個性超級認真的頑固份子。責任感強烈，有時卻也顯得視野狹窄。意外地容易受氣氛影響，有時會被人牽著鼻子走。因而順著糸河的無理勉強，對於遙的襲擊也幾乎沒有抵抗。
動畫第8話時，赤城艦長贈送芳佳一個智子造型的扶桑人偶作為謝禮。人偶手持扶桑刀、穿著飛行腳、一身巫女裝束。莉涅特給予人偶很可愛的評價，芳佳似乎也很喜歡。在動畫第11話時，也能看到人偶放置在房間書桌上。
原型為日本陸軍航空隊飛行員通稱「緬甸的桃太郎」的穴吹智。
迫水遙
聲優：花守由美里
年齡14歲，身高153公分。
隸屬扶桑皇國海軍橫濱航空隊，軍銜一等飛行兵曹。
飛行腳機型A6M1十二試艦上戰鬥腳。攜帶護身用的扶桑皇國8mm手槍。使魔是貍貓。動畫版的坂本美緒是她的直屬上司。
與智子一同派至索穆斯的少女。看過電影《扶桑海的閃光》，心生嚮往而成為魔女。家系魔女人才輩出、代代海軍，繼承這樣的血統，卻是位射擊、格鬥、飛行技術皆倒數第一的廢柴隊員，被派遣至邊境的索穆斯。是個以製作糕點為興趣、專長弓道的普通女孩。對智子懷抱超越性別的情感，利用習自艾霍寧的特殊「技巧」，不分時地的對智子進行肢體接觸，每天在智子房間過夜。
重度近視。必須戴厚度有如牛奶瓶底的眼鏡方能視物，卻以不想讓智子看到自己戴眼鏡的模樣為理由，非緊要關頭不戴上，派遣至索穆斯前因為不愛戴眼鏡導致時常誤擊隊友，被取了「友軍殺手迫水」的外號。
原型為日本海軍航空隊飛行員谷水竹雄。
1945年官階為中尉，使用飛行腳為零戰五二型，飛行腳上有箭貫穿異型軍之標誌。所屬為第507統合戰鬥航空團。
艾爾瑪·雷沃南（Elma Leivonen）
聲優：田中愛美
年齡15歲，身高162公分。通稱「雲雀」（Leivonen在芬蘭語有雲雀的意思）。
隸屬索穆斯空軍，軍銜中尉。
飛行腳機型G.50 Freccia（Fiat G.50），第二集之後為Bf109E。
義勇獨立飛行中隊的隊長。天然呆，會在平地跌倒的冒失女孩。想法總是非常消極，然而守護同伴與祖國的意志卻是比誰都要強烈，從低潮裡重新振作的速度快得驚人，因此亡羊補牢亦不晚矣。第二集將隊長的位子讓給智子，擺脫壓力後戰鬥表現意外的出色。與動畫版的艾拉·伊爾瑪塔·尤蒂萊南是前輩與後輩的關係。
原型人物不明。
烏蘇拉·哈特曼（Ursula Hartmann）
聲優：野川櫻（動畫第二季第四集）
年齡10歲，身高148公分，生日4月19日。
隸屬卡爾斯蘭空軍第三防衛飛行中隊，軍銜曹長。
飛行腳機型He 112（Heinkel He 112），第三集之後為Fw190A-0先行量產型。OVA Vol.1中使用Bf 109Z（擅自拿她姊姊艾莉卡的Bf 109來結合改造，後來試飛中損毀）及He 162噴氣戰鬥腳。使魔是獾。
與動畫版的艾莉卡是雙胞胎姊妹，與姊姊截然不同，奉行照本宣科的教條主義，毫無實戰技術可言，也因此對於才能出眾的姊姊抱持複雜的情結。沉默寡言，往往埋首於讀書或奇妙研究之中，毫不在意週遭情況。研發對付異形軍迪奧米帝亞的火箭砲（即動畫版桑妮亞的武器原型），常因研究失敗而炸壞房間。悔恨時有緊咬下唇的習慣。
動畫第二季第四集及第十二集，與OVA第一集登場，負責新型噴射飛行腳Me262開發工作，此時階級為中尉，個性也變得較為溫柔。
原型為前述德國飛行員埃里希·哈特曼之妻（名字相同）。
伊莉莎白·F·貝林（Elizabeth F Beurling）
聲優：行成とあ
年齡18歲，身高165公分。
隸屬不列顛尼亞空軍403飛行隊，軍銜少尉。
飛行腳機型Hurricane MK. II，第三集之後為Spitfire MK. V。近戰武器愛好尼泊爾彎刀（Gurkha knife）。使魔是臘腸犬。
不列顛尼亞空軍來的問題兒童。缺乏協調性，獨斷專行、違反命令、反抗長官，派遣至索穆斯前違反軍規八十二次，寫過兩百三十二張報告書，禁閉五十五次，軍法會議八次，其中三次差點被判槍決。儘管如此，優秀的飛行技術、充滿個人執著的射擊方式、以及長年的戰鬥經驗，別名「銀狐」的她毫無疑問具有高超的戰鬥能力。
因往事而一心求死，往往帶給旁人厭世的印象。然而，在戰鬥時屢次負責支援智子，發現歸屬感後，言行上已經不再那麼令人擔憂。當智子陷於視野狹窄的窠臼時，以冷靜判斷力確實地給予援助，是實質意義上的中隊副隊長。一有空就會抽菸的老菸槍，身為不列顛尼亞人卻認為紅茶淡而無味的咖啡派。
原型為加拿大空軍飛行員喬治·貝林（George Beurling）。
凱薩琳·歐海爾（Katharine O'Hare）
聲優：井坂瞳
年齡17歲，身高167公分。
隸屬利比里昂海軍航空母艦「萊辛頓」第三戰鬥中隊，軍銜少尉。
飛行腳機型F2A-2 Buffalo，第三集之後為F4F Wildcat。使魔是浣熊。
德州出身的樂天雙馬尾巨乳鄉下小姑娘。喜歡海洋與天空而選擇海軍，卻毫無飛行技術可言，萊辛頓艦上的32具飛行腳（F4F Wildcat）因她所起的事故而全毀，同隊魔女皆負傷。為了避免貴重的飛行腳再度以非戰鬥的因素損毀，海軍將她派遣至索穆斯。從訓練學校到派遣至索穆斯為止共損毀62具飛行腳。
毫不在意被送至此處的原因，是位個性異常開朗的氣氛製造者。仰賴於堅固的飛行腳，往往負責戰鬥時的防禦工作。
原型為美國海軍飛行員愛德華·歐海爾（Edward O'Hare）。
朱瑟匹娜·錢尼（Giuseppina Ceinni）
聲優：齋藤小浪
年齡16歲。
隸屬羅馬涅空軍第四航空軍第二大隊，軍銜准尉。
飛行腳機型G50 Freccia。使魔是貓。
第三集登場。作為義勇獨立飛行中隊的補充兵，來到索穆斯。曾經是在卡爾斯蘭最前線戰鬥的優秀魔女，但在某次戰鬥時遭到擊墜，行蹤不明。就在幾乎被認定為戰死的一週後，步行回到了基地。失去記憶的她無法繼續待在前線，而被派遣至索穆斯。
明明失去了全部記憶，卻認識初次見面的智子。能將訓練時見到的戰鬥技術完整重現。抱著「想知道妳的全部」的想法接近智子，而招來遙的強烈嫉妬。原本就是活潑積極的個性，一直崇拜著智子。記憶恢復後，理所當然般與遙展開了智子爭奪戰。
原型為義大利空軍飛行員朱瑟培·錢尼（Giuseppe Cenni）。

### 第506統合戰鬥航空團「NOBLE WITCHES」

#### A隊
羅莎莉・德・艾姆利寇特・德・古留涅
声優 : 野水伊纖
第506統合戰鬥航空團的名譽隊長。軍銜少校。
年齡19歳（1944年末）。
使魔是比熊犬。
飛行腳：噴火式Mk.22
擁有高盧伯爵家及比利時卡伯爵家的血統，亦是擁有不列顛尼亞國王皇位繼承權的貴族。
接受過正式的軍官訓練，參與過伊斯帕尼亞戰役及多場戰事的沙場老兵。但因負傷關係，只能留守在後方等到退役為止。
性格溫柔敦厚，擅長部隊的管理及後輩的輔導，亦憑著豐富的經驗和廣闊的人脈，擔任506JFW的名譽隊長。
在部隊正式成立前，對於A隊和B隊之間的衝突感到十分苦惱，甚至還為此而犯胃病。
有一段逸聞就是在506JFW成立儀式當日，羅莎莉在演講台上演說期間，被身旁的公雞吉祥物“諾貝爾”突然出手掀起了上衣並在眾人前露出臀部，發出一聲驚叫並中斷了演講，這吉祥物卻以飛快的速度逃離現場，場面十分尷尬。雖然穿著這服裝的整備兵已被拘捕，這個事件沒有公式記錄之外，相關的媒體報導都全被封殺掉了。
原型是比利時空軍兼英國皇家空軍的戰機駕駛員魯道夫・德・艾姆利寇特・德・古留涅(Rodolphe de Hemricourt de Grunne)。
海茵莉凱・塞因・維根斯坦女親王
声優 : 川澄綾子
隸屬卡爾斯蘭空軍第5夜間戰鬥航空團第4飛行隊司令，第506統合戰鬥航空團戰鬥隊長。軍銜上尉。
年齡16歳（1944年末）。
使魔是黒猫。
飛行腳：Ju 88C-6
固有魔法：廣域搜查
家系是起源於歐拉西亞，移民卡爾斯蘭的名門貴族。是對歐洲各國具有影響力的名門。
自小接受貴族與魔女使命的嚴格教育。因為出身而有點不知人情世故，也因過於期待完美而嚴格要求部下及整備兵，然而由於同樣嚴以律己，再加上與生俱來的領袖氣質，因其言行舉止而在她的周圍形成可說是信徒、親衛隊的集團。
曾將年齡和戰功相近的施瑙佛上尉視為勁敵，然而在得知對方的成長歷程與艱辛處後，似乎經常暗中相助。最初認為夜戰魔女的無線電交流只是「小孩子的遊戲」，然而受到施瑙佛上尉的影響，正在策劃是否要偷偷地參與。
以積極果敢、重視攻擊的戰鬥方式增加擊墜數，成為卡爾斯蘭（也是全人類）排行第三的夜間戰鬥王牌。
原型為德國空軍的貴族夜間戰鬥機飛行員海因里希．塞因・維根斯坦親王(Heinrich Prinz zu Sayn-Wittgenstein)（撃墜數83機）。
亞德里安娜・維斯康蒂
声優 : 山崎遙
軍銜上尉。
年齡18歳。
使魔是獰貓。
飛行腳：MC.205
固有魔法：超聽覺
伊莎貝爾・杜・蒙梭・德・巴卡德爾
声優 : 仲谷明香
軍銜少尉。
年齡16歳。
使魔是法蘭德斯畜牧犬。
飛行腳：噴火式Mk.22
固有魔法：彈道控制
黑田那佳
声優 : 中村繪里子
軍銜中尉。
年齡15歳。
使魔是柴犬（黑毛）。
飛行腳：Ki-43-II 一式戰鬥腳「隼」II型、Bf 109K-4
出身於扶桑華族黑田侯爵家的遠親分家，家人在家族中地位很低微，沒有財產繼承權和發言權。但扶桑皇國的華族希望與歐洲的貴族交流，決定派一位華族出身的魔女加入以貴族魔女為主的第506統合戰鬥航空團「Noble Witches」，可是本家的嫡孫女是一個不能使用魔法的普通人，於是那佳就被過繼去本家當養女兒，派遣她去「Noble Witches」隊了。
參與過1943年紅海方面的防衛任務，有一次任務她喪失了一邊的飛行腳，仍去背著受傷的同僚撤退。任務結束後回去祖國扶桑休養。
為人相當冒失，當她去到了高盧的506JFW的基地著任時，完全不知道該部隊分為A和B兩隊，結果發現她來到的色當基地是以利比里昂魔女為主的B隊，但她與B隊的利比里昂魔女們十分投契，而忘記了去原本配屬的A隊第戎基地報到，弄到一星期後被該隊隊長吉娜察覺此事，亦勞煩海茵莉凱親自過來色當基地中接她。利比里昂魔女們對她的評價是「完全不像扶桑的華族啊」。
性格隨和開朗，不擺貴族的架子，她與誰相處也很融洽，因此她成為水火不容的A和B兩隊之間的溝通橋梁。但她因為家境比較貧窮的關係，所以在錢的問題上特別錙銖計較。
原型是大日本帝國陸軍航空隊的皇牌飛行員黑木為義。

#### B隊
吉娜・普雷迪
声優 : 東山奈央
第506統合戰鬥航空團B隊隊長。軍銜中校。
年齡19歳。
使魔是鷹。
飛行腳：P-51D野馬式
固有魔法：“鷹眼”
擁有「藍腿子」或「不幸的普萊迪」的綽號，因為她總是在飛行時出現故障或發生槍枝爆炸等不幸事故。
興趣是玩報紙的填字遊戲，所以性格個沈著冷靜和處事會三思而後行。
固有魔法是“鷹眼”，能讓她瞄准超遠距離的目標。自幼經父親介紹去原住民處學習使用魔法，亦影響了她的人生觀。
原型是美國陸軍航空軍皇牌飛行員喬治・普雷迪（George Preddy）（擊墜數26.83架）
瑪麗安・E・卡爾
声優 : 藤村步
B隊副隊長，軍銜上尉。
年齡17歳。
使魔是美洲奎特馬。
飛行腳：F4F-3野貓式、XP-51
固有魔法：加速
外表有如淑女一樣的金髮美女，在大富農家出身。
口舌十分毒辣，極之討厭貴族。不仗賴自己的家世，憑著自己的實力在海軍陸戰隊中獲得軍官的職位。
本來蔑視貴族的她，在那佳的影響之下，態度開始緩和起來。
速度狂一個，與同樣興趣的JFW501的夏莉・E・耶格有深厚的交情，所以每天都鑽研戰鬥腳的改造，希望有朝一天創造新記錄。
原型是美國海軍陸戰隊皇牌飛行員馬利安・尤金・卡爾（Marion Eugene Carl）（擊墜數18.5架）。
卡拉‧A‧盧克希克
声優 : 三澤紗千香
軍銜中尉。
年齡16歳。
使魔是緬因獾貓。
飛行腳：P-47D雷霆式、P-51D野馬式
固有魔法：冷卻魔法
夏威夷出生的活潑少女。
本來是利比里昂人的卡拉，在不列顛尼亞與家人生活已久，令她擁有豐富的歐洲文化知識。
很喜歡喝可樂的甜黨。
原型是美國陸軍航空軍皇牌飛行員卡爾・J・盧克希克（Carl J. Luksic）（擊墜數8.5架）。
珍妮佛・J・德・布蘭克
声優 : 明坂聰美
軍銜上尉。
年齡16歳。
使魔是西班牙灰獵犬。
飛行腳：F7F-3N虎貓式
JFW506 B隊中的夜戰魔女。
移民去利比里昂的伊斯帕尼亞貴族的後裔。由於不能忍受高壓的貴族生活，志願加入海軍陸戰隊受訓。
為人很被動又沒主見，不過逐漸找到自信心。
原型是美國海軍陸戰隊皇牌飛行員傑弗遜・約瑟夫・德・布蘭克（Jefferson Joseph DeBlanc）（擊墜數9架）。

### 其他機械化航空步兵
加藤武子
年齡17歲。
隸屬扶桑皇國陸軍明野飛行學校實驗中隊，軍銜少尉。
飛行腳機型Ki-43一式戰鬥腳「隼」。通稱通称「藤（フジ）」、「扶桑海之隼]」。
智子的戰友，一同經歷無數戰場的王牌。歐洲派遣隊的成員之一，被派至最前線的卡爾斯蘭。個性沉著、為部下著想，總以宏觀大局思考情勢的理想指揮官。重視部隊全體戰果甚於個人擊墜數。過於豐富的情感，對軍人而言或許是項缺點。非常瞭解智子。
原型為日本陸軍航空隊的加藤建夫。
米卡·艾霍寧
隸屬索穆斯空軍，軍銜上尉。
飛行腳機型Bf109E。
索穆斯空軍飛行第一中隊的隊長。露出額頭的金色縱捲髮型，宛如漫畫中標準大小姐形象的人物。性格驕傲自大。將義勇獨立飛行中隊稱作「沒人要中隊」的始作俑者。女同性戀者，與第一中隊的隊員們以「妹妹」「姐姐大人」相稱。很中意迫水遙，曾經讓她入隊。戰鬥技術上無可挑剔，隊型編列以己方損害最小為優先考量，是名優秀的隊長，擔憂祖國之情亦不假。此外，對於優秀的人事物，會率直地認同優點。
原型不明。
漢娜·魯德爾
聲優：上田瞳
隸屬卡爾斯蘭空軍第二俯衝轟炸航空團第十飛行中隊，軍銜上尉。
飛行腳機型Ju87斯圖卡（Stuka）。
第二集登場。卡爾斯蘭俯衝轟炸隊的王牌，鼻上有傷痕。至今為止十五次成功轟炸陸戰異形軍的優異戰果。然而對於喪失日間制空權的歐洲戰線而言，移動緩慢的轟炸機反而成為異形軍戰鬥機隊的最佳獵物，因而被派遣至索穆斯。最初對智子多番挑釁，目的是測試她是否具有指揮官的器量。與貝林是自奧斯特馬克戰線以來的舊識。
魯德爾以戰鬥狂為名，身上留著很多作戰時受傷的傷痕，而且魔力已經衰退的二十歲的她也仍堅持繼續留在前線作戰。在皇帝對魯德爾頒授帝國的最高殊榮—「鑽石金橡葉金帶劍騎士鐵十字勳章」的授勳儀式時，皇帝勸她退出前線留在後方擔任指揮，但她卻對皇帝前說「如果你發誓不再對我說這番說話的話，我才會接受這個勳章。」，因此被眾將官視她對皇帝不敬。而且有一次她的左腿受了重傷需要留院休養，但她嚎啕大哭並多番掙紮想繼續出擊。
只會喝從乳牛新鮮搾出的牛奶，所以她的基地裡會養一頭乳牛。
奪回蘇拉森（Slussen）後，在索穆斯研究出新戰術，為了教導其他部隊而回到卡爾斯蘭。
原型為史上最多戰車擊破王，通稱「斯圖卡的惡魔」的德國空軍漢斯·烏爾里希·魯德爾。
艾黛海特（Adelheid）
隸屬卡爾斯蘭空軍第二俯衝轟炸航空團第十飛行中隊，軍銜少尉。
飛行腳機型Ju87斯圖卡。
第二集登場。魯德爾的副官，具有冰薔薇般的美貌。不露情感地忠實執行任務。
原型一般認為是長期擔任漢斯·烏爾里希·魯德爾的後置機槍操縱員，被稱為「斯圖卡醫生」的恩斯特·伽德曼（Ernst Gadermann）。

### 其他登場人物
哈基寧（Häkkinen）
聲優：北原沙彌香
隸屬索穆斯空軍考哈瓦基地司令部，階級上尉，第二集晉升少校。
考哈瓦基地的管制人員。其後司令部要員負傷而被任命為基地司令官。雪白的肌膚、冷冽的嗓音，總是保持冷靜的她，又被稱為「雪女」。是位戴著眼鏡的理智女性。
糸河衛
第二集登場。扶桑皇國機型研發者，中島飛行腳的技師。為了新型飛行腳、Ki-44二式戰鬥腳「鍾馗」的開發與實戰測試，而被派遣至索穆斯。是個穿著中性、喜歡裝模作樣的女性，由於職場中多為男性，因此口氣作風也像男性。
原型為中島飛機技師，日本火箭科學之父糸川英夫。
曼納海姆
索穆斯軍總司令。深曉魔女是對抗異形軍的唯一手段，對於派遣年輕少女們前往戰地一事感到歉疚。蘇拉森大攻勢計畫當天，站在所有參加的魔女面前，以訓示表達感謝與激勵。
原型為第二次世界大戰當時的芬蘭元帥卡爾·古斯塔夫·埃米爾·曼納海姆。

## 小説版 強襲魔女2 公式 500overs in Africa

### 第31統合戰鬥飛行隊「Storm Witches」
漢娜·尤絲緹娜·馬爾塞尤（Hanna-Justina Marseille）
聲優：伊藤靜
身高172cm。誕生日12月13日。
隸屬卡爾斯蘭空軍JG52第4中隊，之後到第31統合戰鬥飛行隊「Storm Witches」。
軍銜少尉（1939年）→中尉（1942年）→上尉（1944年）。
飛行腳機型Bf109F4/Trop，武器為MG34（沙漠專用冷卻款式），使魔是鷲，但是1942年10月時使魔在作戰中，因為新領取的機體發生問題而意外身亡，故後來的使魔換成前一任使魔的小孩。
具備開朗性格、美貌、輝煌戰果，支撐阿非利加戰線的王牌中的王牌。通稱「阿非利加之星」「黃14」。
飛行腳操作與射擊的技術皆相當優異，常以常人極限的小徑迴旋、以及最小限度的彈藥消費擊墜敵機，實力評價堪稱世界最強。喜歡喝酒，會在自己的帳篷裡製作簡單的酒類，此外還有酒類藏量豐富的吧台，喜歡雞尾酒。
接受圭子的採訪，讓圭子決定再度飛行。此後，以圭子回歸現役為契機，考慮在阿非利加設立統合戰鬥航空團，但由於魔女人數嚴重不足，因而成立統合戰鬥飛行隊「阿非利加」。
動畫版中第10話，為了奪回馬爾他島而來到501航空團，直接推翻原訂人選並指明只與哈特曼共同作戰。參戰目的號稱是為了保護自己所屬部隊的獨立性，實際上卻是為了501部隊有哈特曼在這。對於身為教官與原隊長歌爾特露特的紀律第一相當厭惡，抱持自由主義的心態，某種程度上是問題學生，對於實戰相當熱衷，經常與哈特曼較勁卻總是平手的結果，直接認定哈特曼是一生的對手。
形狀與彈性俱佳的美型巨乳，尺寸只略輸夏莉丁點而已。
動畫版宣稱不簽名主義者，唯一一張給了歌爾特露特的妹妹，但是仍繞過歌爾特露特讓明娜轉交，貫徹愛較真的個性一覽無疑。
原型為德國空軍漢斯-約阿希姆·馬爾塞尤。
動畫第二季第十集和最後一集登場。
萊莎·佩托堅
聲優：楠見藍子
隸屬卡爾斯蘭空軍第27戰鬥航空團第三中隊，軍銜少尉（1942年）。使魔是牛頭伯勞。
擔任漢娜列機的魔女。確認戰果、同時還必須完成在眾多敵人包圍下保護漢娜的艱鉅任務，不過本人倒認為是「能與『阿非利加之星』單獨相處，令全世界欣羨的處境」。
原型為德國空軍飛行員，漢斯-約阿希姆·馬爾塞尤的僚機萊那·佩托堅。
動畫第二季最後一集登場
瑪蒂達
年齢、生日、本名不詳（自称瑪蒂達）。
擔任漢娜勤務兵的黑人陸上裝甲步兵。深信信仰的神祇所說「鷲鷹的化身正在北方飛翔。去服侍她吧」，而自南阿非利加的德蘭士瓦（Transvaal）前來。負責處理漢娜身邊的大小雜務，並守衛她居住的帳篷。
武器是非洲原住民使用的長茅、盾牌及投石器，其威力被稱為足以媲美88炮。
加東圭子
隸屬扶桑皇國陸軍阿非利加派遣獨立飛行中隊（隊長），年齢25歳（1945年），軍銜少佐。使魔是北狐。通稱「圭（ケイ）」「東（ヒガシ）」「扶桑海的電光」。
原本與小說的穴拭智子、加藤武子相同，都是在扶桑海事變中活躍的王牌，然而在扶桑海事變之後因墜落事故而入院，入院期間就這麼過了20歲，無法參加歐洲派遣部隊而從魔女引退，成為戰地記者。
聽聞漢娜的活躍，為了採訪而前往阿非利加。在那裡見到漢娜的戰鬥，有了再度飛上天空的決心。
結束採訪後，雖然希望以「留在本國的教官任務」的形式回歸現役，卻被命令擔任阿非利加派遣獨立中隊、通稱「砂隊」的隊長，指揮最前線的中隊，最後成為漢娜所成立統合戰鬥飛行隊「阿非利加」的隊長。
稻垣真美
隸屬扶桑皇國陸軍阿非利加派遣獨立飛行中隊，年齢16歳（1945年），軍銜軍曹（1942年）→曹長（1945年）。
飛行腳機型三式戰鬥腳，武器為88毫米高射炮。使魔是扶桑猫。
派遣至阿非利加的新人魔女。崇拜圭子她們在扶桑海事變的活躍，雖然自己也成了魔女，然而身高不到120公分的她無法配屬到任何一個部隊。就在此時開始砂隊的成員募集，以「在崇拜的圭子姐姐大人底下工作」為理由應募，最後配屬至砂隊。
以「姐姐大人」稱呼圭子，不列顛尼亞語、卡爾斯蘭語、羅馬涅語都有流利進行日常對話的程度，圭子說她是「出身良好的大小姐」。漢娜看到在圭子身邊跟前跟後的真美，因而形容她們是「太陽與月亮」。

### 陸戰部隊
邁爾斯
隸屬不列顛尼亞王國陸軍第四戰車旅C中隊，少校任中隊長。
出生於上流家庭，因此有時會不經意的使用一般人不了解詞彙或比喻，因為兄長的關係略懂一點古代文字。

### 其他
隆美爾
隸屬卡爾斯蘭陸軍。
部署到北非，卡爾斯蘭軍阿非利加団的最高司令官。
原型為納粹德國非洲軍團的指揮官，人稱「沙漠之狐」的名將埃爾溫·隆美爾。
巴哈（バッハ，Bach）
隸屬卡爾斯蘭陸軍，軍銜少校。
指揮哈法雅隘口最前線的指揮官。原為教師，以預備軍官身份從軍，部下常稱他為「老師」。對抗異形軍的猛烈攻勢，在邁爾絲等魔女的援軍到來之前，一直堅守奮戰。
原型一般認為是哈法雅隘口以善戰聞名的「業火牧師」威廉·巴哈（Wilhelm Bach）少校。

## 漫畫版

### 蒼空的少女們
諏訪天姬
聲優：花澤香菜
年齢17歳（1945年），身高160公分，生日4月30日
隸屬扶桑皇國陸軍航空審查部附屬福生學校，動畫版登場時為同軍隊獨立飛行47中隊。
飛行腳機型Ki61-II三式戰鬥腳II型改「飛燕」。
陸軍航空審查部附屬福生學校的飛行學生，新型飛行腳「飛燕」的裝備候補者，然而由於機型尚未完成、自身能力亦尚未成熟，而無法飛得很好。個性率直，但有時過於天然。戴著眼鏡。
《天空的少女們》中提到她正在最前線戰鬥。動畫版第一季最後一話和第二季的第一話與最後一話有登場。第二季最終話在羅馬涅分配到504部隊。
中島錦
聲優：三瓶由布子
隸屬扶桑皇國陸軍，軍銜少尉。
飛行腳機型Ki44-II二式戰鬥腳II型「鍾馗」。
具備實戰經驗的魔女，為了接受機種轉換教育，而在福生學校接受訓練。協助開發新型戰鬥腳「鍾馗II型」，如姐姐般處處照顧天姬。第一人稱使用男性化的「俺」，是個處事乾脆、性格單純、率性而行的大姐型人物。
《天空的少女們》中同樣提到她正在最前線戰鬥動畫版二季與天姬分配到504部隊。動畫版二季最後一話有登場。

### 天空的少女們
竹井醇子
聲優：淺野真澄
年齢19歳（1945年），身高165公分，生日2月13日。
隸屬扶桑皇國海軍遣歐艦隊利巴烏航空隊，軍銜少尉，第二集晉升上尉。
飛行腳機型零式艦上戰鬥腳（型號不詳）。使魔是白狗。通稱「利巴烏的貴婦人」。
曾經與動畫版的坂本美緒一同在歐洲戰鬥的王牌。為了教育新人而就任橫須賀基地。因為某次事件而與芳佳相遇，發覺其潛在才能後、培養她成為魔女。比實際年齡成熟，如姐姐般值得依靠。與派遣歐洲時的部下美緒為戰友，兩人是直接以名相稱親密關係。
在芳佳配屬「STRIKE WITCHES」後，醇子也配屬第504統合戰鬥航空團，將被派遣至羅馬涅之際，因五色她們而前往不列顛尼亞。
原型為日本海軍航空隊，通稱「拉包爾的貴公子」的笹井醇一。
任天堂DS遊戲『蒼空閃電戰 新隊長的奮鬥!』的主角，Xbox360版「白銀的翼」為一個隱藏角色。
在動畫第二季第一集第三集和最後一集登場。
第二季竹中以接觸計畫之名參戰。作戰隨即失敗，除了所屬小隊的數名魔女平安生還之外，其他機組人員與物資損失慘重，第504統合戰鬥航空團陷入作戰不能被迫撤出威尼西亞的悲慘狀態。臨戰第一線轉交給重新組織的第501統合戰鬥航空團的明娜繼續指揮作戰。第501統合戰鬥航空團在威尼西亞取得重大勝利後隨即面臨解散，重新組成完畢的第504統合戰鬥航空團接手防衛羅馬涅公國並重返威尼西亞公國的駐地。
諏訪五色
隸屬扶桑皇國陸軍航空審查部附屬福生學校，軍銜軍曹。
飛行腳機型Ki-100五式戰鬥腳。使魔是狐。
橫須賀基地魔女養成學校的飛行學生。仰慕竹井少尉，決心成為航空步兵、與異形軍戰鬥。最初對芳佳抱持嫉妒，因她的單純以及「希望能以一己之力幫助眼前的人們」這樣的願望而有了共鳴，此後成為相當要好的朋友。《蒼空的少女們》諏訪天姬的妹妹，兩人並沒有直接的血緣關係。與天然呆的姊姊不同，是個很能幹的人。
在芳佳配屬「STRIKE WITCHES」後，成為正式的魔女，雖然與醇子同樣配屬第504統合戰鬥航空團，卻為了見芳佳一面而偷渡至不列顛尼亞。
中島疾風
隸屬扶桑皇國陸軍。
飛行腳機型Ki-84四式戰鬥腳「疾風」。使魔是貓。
芳佳與五色的同班同學。據說具有相當強的潛在能力，而被周圍人們稱為天才。很少開口，平常總是一副在發呆的樣子。與芳佳初次見面便直接以名字稱呼，行為舉止有點古怪的女孩。常見到疾風裝傻、五色吐槽的漫才橋段。《蒼空的少女們》中島錦的妹妹。
在芳佳配屬「STRIKE WITCHES」後，與五色同樣配屬第504統合戰鬥航空團、為了見芳佳而偷渡至不列顛尼亞。
九字兼定
芳佳的使魔。為了封印某種東西而建造了神社，九字兼定便是神社守護刀的化身。因芳佳的魔力而解除封印，強勢地與她訂立了使魔契約。外表看來只不過是眼神有些不良的可愛小豆柴，但其實是非常好色的大叔性格。OVA版芳佳出擊時有出現。
朋子
橫須賀基地的魔女候補生。飛行訓練時飛行腳發生故障，而在農田裡工作的芳佳面前墜落、受傷，由芳佳送往診所。就結果而言，這次事件成為芳佳接觸「魔女」的契機。

### 強襲魔女零(ZERO) 1937扶桑海事變
北鄉章香（聲：藤田咲）
隸屬扶桑皇国海軍舞鶴海軍航空隊。年齡19歳（1937年），軍銜少佐。
劍道館的傳人，替舞鶴海軍附屬小學的魔女後補生進行訓練。
坂本美緒、竹井醇子、若本徹子的老師監長官，發掘尚年幼的美緒，並鼓勵因為某事件而對自己能力不放心的美緒成為魔女。豪放的人品擁有一流的戰鬥能力，熟練空戰戰術甚至創造新航空技術，曾經擔任過駐歐武官，頭腦也清晰。在扶桑的軍內部，被稱為「戰神」敬畏。在容貌上有馬尾辮的長髮，與後來的坂本美緒大致相同，然而經常打開了海軍軍官衣服前的樣子，看得見學校泳衣狀的連身內衣。
戰鬥時使用二刀流。
失去魔力後的她仍然留在軍隊中，擔任佐世保海軍魔女養成學校的校長。
原型為中日戰爭初期活躍的王牌飛行員南鄉茂章。
江藤敏子
隸屬扶桑皇国陸軍飛行第1戰隊戰隊長，軍銜中佐。
在烏拉爾的前線基地穴拭智子、加藤武子、加東圭子、黒江綾香放在部下的4個人。
章香帶領海軍魔女的練度低感到不安的智子的提案，展開陸地和海上聯合的模擬戰。
原型為諾門罕戰役擔任第1戰隊戰隊長「操縱的神」加藤敏雄。
若本徹子
隸屬扶桑皇国海軍海軍舞鶴海軍航空隊→扶桑皇国海軍253飛行隊，軍銜中尉(年份不明)。年齡12歳（1937年）。
12歲已經作為魔女而參加戰鬥著，與同年齡的美緒在劍道上勢均力敵。
她成為之後被稱為扶桑最強的魔女。在後期的她以櫻花來表示撃墜數。
原型為大日本帝国海軍航空隊最強的撃墜王，通称「零戰虎徹」岩本徹三（撃墜數202）。

## 插畫專欄
威瑪·畢曉普（Wilma Bishop）
隸屬不列顛尼亞聯邦王立法拉威蘭空軍416飛行中隊，軍銜軍曹。
飛行腳機型Spitfire MK. II。使魔與妹妹莉涅特一樣是蘇格蘭摺耳貓。
十一人家族的長姊，小時候便發覺其魔女才能，卻未進入本國的飛行學校，反而就讀新大陸法拉威蘭的少女飛行學校、成為魔女。專欄中描繪了她在1941年多佛海峽上空，與僚機共同擊墜異形軍偵察機的身影。
動畫版莉涅特·畢曉普的姊姊，與小說版的伊莉莎白·F·貝林為同僚關係。
角色原型與妹妹一樣仍有爭議，推測可能和第一次世界大戰的王牌飛行員比利·畢曉普有關。
赫瑪·雷納茲（Helma Lennartz）
隸屬卡爾斯蘭空軍131先行實驗隊「HALB」第三中隊，軍銜曹長。
飛行腳機型Me262。使魔是黑貓。
隸屬於採用新型「噴射式」飛行腳的實戰測試部隊。首次以此飛行腳擊墜異形軍，其後也多有戰果。
憧憬對象是歌爾特露特·巴克霍隆並以她為榜樣，所以非常重視紀律，會對不守軍紀和沒有軍人的言行舉止的魔女們說教，就算對軍階比她高的前輩（如艾莉卡‧哈特曼）都一樣會這樣做。
原型推測可能是初次以Me262擊墜B-17的德國飛行員賀姆特·雷納茲（Helmut Lennartz）。
阿道芬妮·加蘭德（Adolfine Galland）
隸屬卡爾斯蘭空軍，軍銜少將。
卡爾斯蘭空軍的戰鬥機隊總監。使用「噴射式」飛行腳的試作型後，被其「彷彿由天使驅動」的優秀高速性能所吸引，積極推動噴射式飛行腳的開發。
原型為德國空軍的阿道夫·加蘭德。
黑江綾香
隸屬扶桑皇國陸軍航空審查部飛行實驗部，軍銜上尉。
飛行腳機型Ki-43一式戰鬥腳「隼」II型改。使魔是薩摩犬。
陸軍的王牌，協助開發飛行實驗部的新型飛行腳。進入實驗部之前，是受到友方敬畏、被稱為「魔之黑江（魔のクロエ）」的魔女。
原型為日本陸軍航空隊的黑江保彥。
橫川和美
隸屬扶桑皇國海軍橫須賀海軍航空隊，軍銜少尉。
培育飛行學生的教官。專欄裡正以K5Y九十三式中間練習腳，指導飛行學生的西澤。

## 國際聯盟空軍航空魔法音樂隊「光輝魔女」
維金妮亞．羅伯森（Virginia Robertson）
聲優：鳴海舞
澀谷祈（Shibuya Inori）
聲優：細川美菜子
柳德米菈．安德烈夫那．魯斯蘭諾娃（Lyudmila Andreyevna Ruslanova）
聲優：藍本亞美
艾拉．佩威奇．林那瑪（Aira Paivikki Linnamaa）
聲優：真宮涼
艾雷歐諾爾．喬凡納．蓋西恩（Eleonore Giovanna Gassion）
聲優：都月彩楓
瑪娜伊雅．馬達瓦拉．哈特（Manaia Matawhaura Hato）
聲優：結木美咲
希爾薇．卡里耶羅（Silvie Cariello）
聲優：琴坂みう→吉北梨乃
瑪麗亞．馬格達雷涅．迪特里希（Maria Magdalene Dietrich）
聲優：花江もも→古仲可奈
喬安娜．伊莉莎白．史塔弗德（Joanna Elizabeth Stafford）
聲優：橘きょう→豆咲りお
古蕾斯．梅蘭多．史都華德（Grace Maitland Steward）
聲優：小松未可子

## 互聯網 「世界航空步兵系列」

### 世界航空步兵
海德瑪瑞．W．施瑙佛
年齡15歳（1944年）、身高158cm、生日2月16日。
声優 : 植田佳奈（剧场版）
隸屬卡爾斯蘭空軍第1夜間戰鬥航空團第4飛行隊，軍銜上尉。剧场版中，軍銜少佐。
飛行腳機型Bf 110戰鬥機。武器為MG42、MG151/20。使魔是海東青。
卡爾斯蘭最強的夜戰魔女，1944年末在夜間戰鬥即將到達100架的擊墜數。
和桑妮亞一樣擁有魔導針，在漆黑中僅憑星光看清事物的夜視能力。也有用魔導波與桑妮亞通信聯絡。幼年時由於無法控制夜視能力，總是生活在昏暗的房間裡。受到幼年時期生活環境的反動影響，渴望相同年齡的友人的心情非常強烈，尤其當對象同是夜戰魔女時，該傾向更為顯著。
原型為夜戰擊落數歷史上記錄最多飛行員海因茨·沃爾夫岡·施瑙費爾（撃墜數121機）。
艾蜜莉．普蘭查德
声優 : 矢作紗友里
年齡16歳（1945年）、身高150cm、生日11月22日。
隸屬自由高盧空軍阿爾薩斯飛行隊，軍銜軍曹。
飛行腳機型Spitfire MK.V→VG.39bis。武器為布倫輕機槍。
使魔是穴兔。
高盧西北部，諾曼第地區的農家出身。身為一族家系中的初位魔女，被送至國家養成機構，令她從小便有與家族分離。有獨自生活的辛苦經驗。
魔力很強，學習表現也很優秀，然而不夠積極的個性受到指摘。容易感動落淚，常因喜怒哀樂而嚎啕大哭。少尉時代的佩琳被501統合戰鬥航空團招聘以前，隸屬不列顛尼亞地區基地的防空部隊，在該部隊中、艾蜜莉曾經擔任其僚機。
原型為二戰法國空軍的行員Henri Planchard（撃墜數5機）。
邁爾絲
隸屬不列顛尼亞王国陸軍第4戰車旅團C中隊（隊長），軍銜少佐。
戰鬥腳機型Matilda II。
陸戰的魔女，使用步行腳來進行戰鬥。與11名部下一同支援被孤立於哈法雅隘口的聯合陸軍，並击毁包含大型陸戰機種在內的多台異型軍；前往各地「滅火」，並在巴哈少校等人的要援下前往哈法雅隘口戰場。

原型是戰死在哈法雅隘口的英國陸軍皇家坦克团第4营C连连長麥爾斯少校。
漢娜．溫德
年齡17歳（44年末）。生日7月30日。
隸屬索穆斯空軍第24戰隊第1中隊長，軍銜上尉。
使魔是雕鴞。
緊跟著艾拉，索穆斯空軍排名第二的王牌。因飛行腳的塗裝被稱為「白之七」,又以其擊墜數被稱為「極北的馬賽勒」。舉凡個人可以獨力攜帶的火器，從手槍到反坦克萊福槍等各式槍械都能靈巧操作，與艾拉並稱「射擊之漢娜，迴避之艾拉」。沒有稱得上弱點的弱點，一切要素都達到完美的平衡，高水準的全方位戰士。
深愛著國家與夥伴，總是露出柔和微笑，微笑著領導全體，富有包容力，溫柔的天才。
同隊的妮卡的外觀可以用兩個瓜比喻，但往往已經成為樣的一個笑話，有時上級軍官來訪的時候用「欺騙」的演技。順便一提本人說，分辨人胸部的大小（較大是妮卡）。
原型是芬蘭空軍通稱「哈西」的Hans Wind（撃墜數75機）。
西澤義子
隸屬扶桑皇国海軍横須賀海軍航空隊。軍銜飛行曹長。
年齡19歳（1944年末）。生日1月27日。
使魔是家猫。
由於母親在開發製造魔女專用服飾的工廠工作，自小與出入該處的魔女建立深交。發現自己具有魔女能力時，毫無迷惘的選擇空戰魔女之路，而在因為中意尚未出貨的陸軍服裝擅自拿來穿時，被海軍教官的橫川少尉發現。
加入海軍後的實力，在同期中也是頂級，拔擢為扶桑皇國遣歐艦隊的一員，並在出港時認識未來一同被稱為「利巴烏三羽烏」的坂本與竹井。
海軍航空隊的王牌，與動畫版的坂本美緒為戰友。專欄中描寫了她的飛行學生時代。雖然因為無人能及的豪爽言行而廣為人知，空戰時卻具有細膩而華麗的空中機動能力，尤其是取得射擊優位的技巧堪稱藝術。
往後成為坂本和竹井都評語「不敵西澤」，而被稱為「利巴烏的魔王」。
原型為大日本帝国海軍航空隊通称「拉包爾的魔王」的西澤廣義（撃墜數120機）。

### 聯合軍第504統合戰鬥航空團「ARDOR WITCHES」
費德莉卡‧N‧多利奧
隸屬第504統合戰鬥航空團司令。軍銜少佐。
年齡19歳（1944年末）。
使魔是羅馬涅獵犬。
熱愛機械並且志願成為工程師，曾在軍中參與飛行腳的研究，而在嘗試接受飛行訓練時，確知其具有優秀的空戰魔女資質。雖然就這麼接受了實戰部隊的訓練、任官少尉，卻有著對技術職的堅持，選擇測試飛行員之路。
藉由民間工廠的試作、實驗機，創下各種高度與速度的記錄。當歐洲的戰爭正式爆發，對羅馬涅一帶的威脅也近在眼前時，決定回到軍隊。
回軍隊後的表現相當驚人，經由第151飛行隊長拔擢為精銳部隊「紅褲隊」的一員。其戰果及開朗且服務精神旺盛的舉止，在民間的知名度很高。數次參與馬爾他島的激戰，曾因當時的負傷而長期療養，之後復歸並同時任命為504的隊長。
原形是義大利空軍的費利奧‧N‧多利奧（撃墜數7機）。
以下一人請参照天空的少女們。
竹井醇子
以下一人請参照蒼空的少女們。
諏訪天姫
中島錦
費南蒂婭‧瑪維奇
聲優:森永理科
年齡17歳（以下「紅褲隊」隊的3人是1944年末的年齢）、身高161cm、生日10月22日。
隸屬羅馬涅公国「紅褲隊」隊隊長、第504統合戰鬥航空團。軍銜中尉。
飛行腳機型G55S，武器為MG42。使魔是旱獺。
羅馬涅公直轄部隊「紅褲隊」出身。
羅馬涅的魔女養成軍校出身。因為會使用輕度的治癒魔法,被編入魔法醫學科、但本人強烈希望能夠擔任戦闘職務。
因為羅馬涅空軍的競爭激烈、所以先在對地攻擊的魔女部隊等待時機。並學習卡里斯蘭急降下爆撃隊的所有戰術，與軍學校的親友、露西亞娜、瑪蒂娜3人多架次的出撃，創下了大型地上異形軍撃破的戰功記錄。讓軍方對該小隊給予高度的評價和極高的知名度,也獲得了加入紅褲隊的殊榮。
在這之後，該部隊的機種也重新換裝,使用mc.202魔道引擎並在空戰任務中嶄露頭角，1944年以後則改用G-55魔道引擎。
原型為義大利空軍的費南德‧瑪維奇（撃墜數10機）。
露西安娜・瑪采
聲優:廣橋涼
年齡18歳、身高173cm、生日1月10日。
隸屬屬羅馬涅公国「紅褲隊」隊、第504統合戰鬥航空團。軍銜少尉。
飛行腳機型G55S，武器為Boys Mk-I反坦克來福槍。使魔是格雷伊獵犬。
「紅褲隊」隊的一員。與寡言溫順的溫和性格成對比，不僅運動萬能，射擊方面尤其優異。雖然個人興趣在於研發魔女用的機材與衣著，然而射擊能力被費南蒂婭相中並強行勸誘至戰鬥部隊，未能加以拒絕而留至今日 。
熱衷於研究的理論家。興趣是裁縫。代替行政事務完全不行的隊長，負責執行與上級的交涉、完成報告書，是整合隊伍的名參謀。擔任狙擊、支援。
瑪蒂娜・克雷斯玻
聲優:水橋香織
年齡16歳、生日9月2日。
隸屬羅馬涅公国「紅褲隊」隊，軍銜曹長。
飛行腳機型G55S，使魔是博洛尼亞犬。
「紅褲隊」隊的一員。在羅馬涅南部的良家子女。個性雖然開朗並冨有社交手腕，卻因為不符名家千金的一些行動，讓雙親相當苦惱。他的形為舉止，宛如少年一般。
具有高度柔軟性以及獨特的身體操作感，學過古典芭蕾。喜歡與敵機進行極近距格鬥戰，曾有以飛行腳「踢」壞核心的稀有記錄。
與費南蒂婭是越吵感情越好的朋友關係，與露西安娜則很親近。在小隊中擔任遊擊一職。
珍・T・歌德弗莉
年齡17歳（1944年末）。生日3月28日。
隸屬利比里昂陸軍第8航空軍，第504統合戰鬥航空團(504JFW)。軍銜上尉。
飛行腳機型P-51B。使魔是大麥町。
出生於利比里昂東海岸的大都市。不知是因生長在家庭為中產階級這種毫無波折的環境之下嘛，其個性使在軍隊中氣勢都會被人壓倒的普通人。
雖然本人沒有當航空魔女打算，但適性試驗後還是被配屬到陸軍航空隊。有短暫的時光都是執行一些平淡的任務，不過跟同屬部隊的珍泰爾大尉的相遇，成為她的轉機。
起初對其強制安排感到躊躇困惑的她卻也逐漸接受在公私兩面擔任珍泰爾的助手。支援著直情徑行，多次讓周圍的人驚訝的珍泰爾，對她那種行動感受到最大衝撃的說不定就是身為「普通人」的歌德弗莉呢。
原型為美國陸軍John Trevor Godfrey(撃墜數18機)。
多明妮卡・S・珍泰爾
年齡18歳（1944年末）。誕生日12月6日。
隸屬利比里昂陸軍第8航空軍，第504統合戰鬥航空團(504JFW)。軍銜上尉。
飛行腳機型P-51D。使魔是鷲。
祖父母為移居利比里昂的羅馬涅系移民。在雙親的慈愛下長大，經濟方面不能說是絕對的富裕，因此從小就在代客送貨跑腿及雜貨店等地工作幫忙維持家計。
在發現自身有魔力後,「以薪水最好的」理由以航空魔女為目標。在訓練生時代逐漸嶄露頭角,被派遣至布利坦尼亞後,在精鋭齊聚的第8航空軍中仍是頂尖王牌的一員。表現倦怠隨便的樣子受人注目，但其實是即斷實行,意氣和情熱兼備的熱血魔女。
在前線服役期間結束,即將對她發出回歸利比里昂本國擔任教官任務前夕,對軍方上層丟出辭官信，並以義勇軍的名義繼續待在布利坦尼亞。從這段逸話可以充分看出她的個性。戰鬥類型簡單明確,就是見敵深入猛擊、擊墜。但也是因為有她的僚機,經常一同飛行的愛妻-珍上尉支援才能夠辦到。
原型為美國陸軍Dominic Salvatore Gentile(撃墜數22機)。
帕特莉西亞．謝德
年齡17歳（1944年末）。
隸屬不列顛尼亞空軍，第504統合戰鬥航空團(504JFW)。軍銜中尉。
飛行腳機型噴火式MK22。使魔是白色家貓。
經營貿易公司的父親與身為魔女的母親結合所生。自小就常跟著祖父或父親旅居不列顛尼亞聯邦諸國，見聞廣泛、開朗並善於社交，因而培養出超齡的沉穩性格。她的父親與莉涅特的父親是大學時代的同學，同時也是求學與運動上的競爭對手。小時候曾與畢曉普家有過家族性的交流，然而莉涅特似乎不太記得了。雖然常聽父親叮嚀要留意畢曉普家，當事人倒是我行我素。此外，對父親的溺愛感到受不了。
原型為英國空軍的帕特里克・謝德(撃墜數12機)。
安潔拉．薩拉斯．萊拉查寶
年齡18歳（1944年末）。生日10月1日。
隸屬伊斯帕尼亞空軍派遣部隊「青中隊」(隊長)、第504統合戰鬥航空團(504JFW)。軍銜中尉。
使魔是馬的一種、安達盧西亞。
生於嚴格的公務員世家。很早發現魔女能力、自歐洲戰役初期一直飛行的經驗豐富者。固有魔法是注入大量魔力於子彈，中彈時會爆炸，增加威力的魔法砲彈（魔法炸裂弾）。
責任感極強，沉默寡言。也因此而常將事情攬在自己身上，不過在與504隊員交流後，逐漸自精神的重擔中解放。不擅長被稱讚，譬如可愛或漂亮等等。
隨著高盧一帶戰況惡化，青中隊一邊持續羅馬涅一帶的戰鬥一邊南下，與在國境附近活動的羅馬涅軍聯合，暫時共同行動。獲得充份補給的青中隊，在此也展現了不使精銳之名蒙羞的活躍，中尉被推薦為名譽紅褲隊的隊員。
原型為德國空軍義勇西班牙飛行隊Angel Salas Larrazabal(撃墜數23機)。

### 世界魔女系列：魔女們的航跡雲
赫瑪·雷納茲 （（Helma Lennartz））
參見赫瑪·雷納茲。
艾爾弗蕾德·舒瑞伯（（Elfriede Schreiber））
軍階少尉，隸屬卡爾斯蘭空軍131先行實驗隊「HALB」第三中隊。
赫瑪·雷納茲的上司，雖然身為卡爾斯蘭的軍人，卻很懶散，隨性而行，愛睡午覺，生活習慣混亂，還在赫瑪的Me262噴射腳上畫上她的個人標誌，因此總被赫瑪說教。在戰鬥時就十分認真，亦先掌握到使用噴射戰鬥腳的戰術。
原型是德國空軍駕駛Me 262的皇牌飛行員Alfred Schreiber。
犬房由乃（犬房悠乃（いぬふさ　ゆの））
原型是大日本帝國陸軍航空隊皇牌飛行員大房養次郎。
康斯坦丁娜·坎塔庫辛諾（（Constantina Cantacuzino））
隸屬達基亞空軍第53戰鬥中隊，第505統合戰鬥航空團的隊員，軍銜上尉（預備役）。
原型是羅馬尼亞空軍皇牌飛行員康斯坦丁·坎塔庫辛諾（Constantin Cantacuzino）。
格蕾特·M·高洛布（（Grete M. Gollob））
第505統合戰鬥航空團“幻影魔女”的隊長，軍銜少校。
於奧斯特馬克出生。性格極為冷酷無情，孤高傲慢，不解幽默，對下屬非常嚴厲。安排著斯巴達式的訓練方式操練隊員，其目的是為了提高隊員在戰鬥中的生存機會。
她亦是卡爾斯蘭的文化及科技的狂熱信徒，對外國設計的戰鬥腳抱著強烈的懷疑態度兼會順口溜地冷嘲熱諷。
原型是德國空軍皇牌飛行員哥頓‧麥斯‧高洛布（Gordon Max Gollob）。
西澤義子（西沢義子（にしざわ よしこ））
參見西澤義子。
阿道芬妮·加蘭德（（Aldofine Galland））
參見阿道芬妮·加蘭德。
希爾明娜·蘭特（（Helmina Lent））
約翰娜·韋塞（（Johanna Wiese））

### 其他登場人物
諏訪真壽壽
隸屬扶桑皇國陸軍獨立飛行47中隊，軍銜中尉。
飛行腳機型Ki-60試作戰鬥腳。
第二批歐洲派遣部隊的其中一人，同時身兼液冷式試作型飛行腳的實戰測試員。就軍人而言難以想像的溫柔人品，談吐沉穩，作戰時絕對不會棄部下於不顧，因而廣受眾人信賴。漫畫版諏訪天姬、諏訪五色的姊姊，對失去雙親的兩人而言，猶如母親般的存在。

## 註解
1. ↑  「努力完成我所能做的事」是本作中心主旨之一，在主題歌歌詞中也有提到。
2. ↑  與後述的坂井三郎是朋友。
3. ↑  坂井在戰鬥中失去了右眼，出院後又繼續從軍直到大戰結束。
4. ↑  見《秘之話其之參》Track 03
5. ↑  推測原型是史實中埃伊諾‧伊爾马里‧尤蒂萊宁的兄長，隸屬於芬蘭陸軍的阿爾内‧愛德華‧尤蒂萊宁，其手下之一即是在芬蘭蘇聯繼冬季戰爭之後再度開戰的柯拉戰役時非常有名的狙擊手。
6. ↑  『第五〇一統合戰鬥航空團全記錄弐 第一集』。
7. ↑  動畫最後一集，漫畫版角色諏訪天姬交給芳佳一封宮藤博士寫的信，意謂著他可能還活著。這也符合第六集艾拉的占卜結果「將能遇到最想見到的人」。
8. ↑  出自小說版公式網站，推測應指1939年1月1日時的年齡。第一集第一章提到與武子同樣是「17歲」。
9. 1 2 3  出自同人誌《沙漠之虎》
10. ↑  出自小說版公式網站。第三集第一章智子視點的文章則提到她是「13歲」。
11. ↑  出自小說版公式網站。第一集序章則有「外表看似12歲」的描述。
12. ↑  動畫版登場時和艾莉卡同年齡，約為16~17歲。
13. ↑  當初司令官開出條件「調任，或者晉升中尉」，覺得有部下是件苦差事的貝林，毫不猶豫地選了前者。
14. ↑  鼻上的傷痕便是在一同出擊時，負責護衛的貝林執著於追擊異形軍，而使轟炸隊陷於險境時所留下。
15. ↑  可能是指原型漢斯-約阿西姆‧馬爾賽尤在1942年因為新領到的Bf-109G2發生機械故障，但卻跳機失敗當場身亡的事情。
16. ↑  出自第五〇一統合戰鬥航空團全記錄　第一集。
17. ↑  初期聲優為琴坂みう，後因健康上的原因而於2021年9月7日宣佈從光輝魔女企劃畢業。
18. ↑  初期聲優為花江もも，後因健康上的原因而於2021年1月8日宣佈從光輝魔女企劃畢業。
19. ↑  初期聲優為橘きょう，後因專注於學業而於2021年10月15日宣佈從光輝魔女企劃畢業。
20. ↑  島田的Blog「digital bs tuners blog」2009年1月28日「商量」 （页面存档备份，存于）據、艾莉卡、馬爾塞尤、魯德爾、海德瑪瑞的強襲魔女的白天王牌，夜戰的魔女設定，撃墜數目「最強」的意思。
21. ↑  撃墜數全部是夜戰時撃墜。